# Diósgyőri VTK
A Diósgyőri VTK (alapításkori név: Diósgyőr-Vasgyári Testgyakorlók Köre, később Diósgyőri Vasgyárak Testgyakorló Köre, ma DVTK, avagy Diósgyőri VTK) egy több sportág bajnokságában csapatot, versenyzőket indító sportklub Miskolcon. Az egykori sokszakosztályos egyesület az 1990-es évek elején szétesett, a 2000-es évektől épült újjá. A klub színeiben többek között férfi és női labdarúgók (DVTK), női kosárlabdázók (DVTK HUN-Therm), jégkorongozók (DVTK Jegesmedvék), sakkozók (DVTK-EMSE), asztaliteniszezők (DVTK-Volán), E sportolók (DVTK ESPORT), valamint birkózók (DVTK-MVSI) szerepelnek.
Az egyik legismertebb magyar élvonalban szereplő labdarúgócsapat. A sportegyesületet 1910-ben eredetileg a Diósgyőri Vasgyárban dolgozó fiatalok hozták létre, ami csak a későbbiekben vált profi csapattá. 1940-ben szerepelt először a legfelsőbb osztályban, míg egyik fénykorát az 1970-es évek végén, 1980-as évek elején élte a csapat. Ekkor kétszer megnyerte a Magyar Kupát, és bronzérmes lett az NB I-ben. A Diósgyőr híres a fanatikus szurkolóiról, hazai mérkőzésein még az 1990-es–2000-es években sem volt ritka a 8000–10 000 fős nézőszám, amivel Magyarország egyik legkedveltebb csapatának számít.
A klub az évek során sokat változott a tulajdonosok váltakozása, majd átmeneti megszűnése miatt. Története során új szakosztályok jelentek meg a klubban, de a rendszerváltás után ezek különváltak. A futballcsapat a kilencvenes években a Diósgyőri Football Club nevet viselte, és csak később, a klub újraindítása után vette fel újra a DVTK nevet.

## Története

### A kezdeti évek
Az első, Angliából származó futball-labda ajándékként került Diósgyőr-Vasgyárba, melyet a Magyar Királyi Vas-, Acél- és Gépgyár mintaasztalosa, Petőfi Sándor a fiának szánt. A gyermekek azonban nem sokáig élvezhették a játék örömét, mert a labda hamar tönkrement. Mivel a játékszer pótlása elmaradt, így a játék – melyet hamar megkedveltek – egy időre feledésbe merült.
1909. szeptember 19-én a miskolci sajtó a következő beszámolóval jelentkezett a miskolci labdarúgók egri vendégszereplése kapcsán: „Vasárnap délután volt a futballmérkőzés az ETE (Egri Torna Egyesület) és a miskolczi tornaegyesület (Diósgyőr – Miskolczi Rambellerek) tagjai között az Érsekkert mögötti térségen. A közönség arról győződött meg, hogy az egriek csapata már igen jól képzett, gyakorlott csapat, a diósgyőrieké kezdő játékos csapat. Erre vall, hogy az első félórában 0:3, a másodikban 0:8 volt az eredmény az egriek javára.”
A mérkőzés után két hónappal Vanger Vilmos elemi iskolai tanító és egy öt tagból álló bizottság kérelemmel fordult a helyi vasgyár igazgatójához egy labdarúgó-egyesület létrehozásának céljából. A példát a Miskolci Sportegyesület, a Diósgyőri Ifjúsági Kör és a Diósgyőr-Vasgyári Labdarúgó Ifjúság szolgáltatta, mely alapján Vangerék egy „szabályszerűen működő sportegyesület megalapítását határozzák el”. Az egyesület alapító gyűlésére 1910. február 6-án került sor a Vasgyár munkáséttermében. A gyűlés határozata alapján a klub Diósgyőr-Vasgyári Testgyakorlók Köre (DVTK) néven alakult meg. A vezető tisztségek a következő személyek között oszlottak meg: Vanger Vilmos az elnöki, Ihring Antal és Waisz Árpád az alelnöki, Erdélyi Andor a titkári, Hamza István a pénztárosi, Sárossy Lajos az intézői, Sebestyén Antal az ellenőri, Molnár Gyula az edzői, Rozlozsnik József a kellékesi feladatokat látta el.
1910. május 1-jén a DVTK a Miskolci Sportegyesülettel játszott gyakorló mérkőzést. Erről a következő jelent meg a korabeli sajtóban: „A vasgyári csapat színe piros-fehér. Mintegy két éve már, hogy a vasgyárban komoly gondolkodású iparos ifjú szövetkezett, s a maguk gyönyörűségére elkezdték az általánosan kedvelt labdarúgó játékot művelni. (…) Saját jószántukból, önerejükből, a kezdet sok nehézségeit és akadályát leküzdve, egy 70 tagból álló egyesületet képesek megalkotni, a léha mulatozások helyett szabad idejükben a sport nemes szórakozásában lelik ambíciójukat”.
A csapat első kapusa Révai Károly volt, a kulcsjátékosok pedig Posteiner Árpád, Ferenczi Sándor, Zeltner Hanzli, Wrbata Ferenc és a három Bova fiú voltak. A DVTK alapszabályának belügyminisztériumi jóváhagyására 1910-ben került sor, 1912-ben pedig a csapat már bajnoki mérkőzésen is részt vett. 1912. május 16-án került sor a Miskolci AK–Diósgyőr-Vasgyári TK barátságos mérkőzésre, mely a miskolci csapat fölényes győzelmét hozta. A mérkőzés végeredménye 11:0 lett. A Miskolczi Újság tudósítója így számolt be az összecsapásról: „A mérkőzés kezdetén óriási zápor tette csúszóssá a pályát, mely körülmény a labdatechnikát erősen befolyásolta. A játék egész menete alatt a MAK fölényesen erős tempót diktált, sőt az erős iramot a játék végéig bírta. A II. félidőben a DVTK részéről erőszakosság lép föl, ami két játékos kiállítását eredményezi.”
1916-ban és 1918-ban a klub megnyerte az észak-magyarországi kerületi bajnokság bajnoki címét. A DVTK 1920-ban már elmondhatta magáról, hogy megmérkőzött a korszak összes első osztályú csapatával. A diósgyőriek a magyar bajnokság első osztályában először az 1940–41-es idényben szerepeltek DiMÁVAG néven, és újoncként a 6. helyet sikerült elérniük.

### Az első mérkőzés a magyar élvonalban
Diósgyőr csapata 1940. augusztus 25-én szerepelt először a magyar labdarúgó-bajnokság első osztályában.
Ellenfele az élvonalbeli tapasztalatokkal már rendelkező Csepel volt. A találkozó a vendég Csepel sikerét hozta (DiMÁVAG – WMFC Csepel: 3:4). A DVTK első találatát Fazekas szerezte a tizedik percben. A Diósgyőr első élvonalbeli mérkőzésen részt vevő csapatának összeállítása a következő volt: Lukács – Solt II, Felföldi, Bohus, Turán, Barta, Füzér, Berecz 1, Fazekas 1, Barna 1, Magyar.
A csapat első győzelmére az ötödik fordulóig kellett várni. A DVTK a Szolnoki MÁV elleni mérkőzést magabiztos nyerte 6:3 arányban, majd a szezon során sikerült legyőzniük az akkor világhírű Ferencvárost is Budapesten. A klub végül a 6. helyezést érte el története első NB1-es szezonjában, Füzér János és Berecz István összesen 33 góllal segítették a csapatot.
Az 1941/42-es szezon végén a tabella 8. helyét foglalta el a DVTK, és Miskolcon sikerült kiharcolniuk egy 3-2-es győzelmet a Ferencváros ellen. A klub az 1942-es Magyar Kupa döntőjébe is bejutott, az Újpest 6-3-as legyőzése után, azonban 2-6 arányban maradt alul, ismét a zöldek ellen.
1943-ban a csapat a 12. helyezést érte el, pozitívum a Ferencváros újbóli legyőzése Budapesten. A következő szezonban, egy helyet javítva, 11. lett a klub. Ebben az évben a Kupa negyeddöntőjéig menetelt a csapat, ahol azonban a Ferencváros kiejtette. Az 1944/45-ös szezon a 4. forduló után félbeszakadt, és nem lett bajnok meghirdetve. A miskolci csapat 4 meccs után az első helyen tartózkodott.
A 2. világháború végeztével a csapat Diósgyőri Vasas néven folytatta küzdelmeit. 1946-ban a klub kiesett az élvonalból, miután a 18. helyen zárt. A hidegháborús-korszak első NB2-es szezonjában majdnem sikerült is visszajutnia a klubnak, azonban 2 ponttal lemaradtak a feljutásról, ami végül a Mateosz Munkás SE-t illette. A következő kettő szezonban egy 5., illetve 6. helyet jegyezhetett fel magának a csapat. 1950-ben a DVTK megnyerte a másodosztályt, 2 ponttal a Kerámia SE előtt, így visszatért az élvonalba, Tomecskó József vezetésével.
A csapat a feljutást követően előbb a 8., majd a 11. helyet érte el. 1952-ben megvált Tomecskótól a vezetőség, helyére Szabó Pál került. Szabó vezetése alatt mindössze 4 bajnokit nyert meg a csapat, az utolsó két mérkőzését a szezonban 5-1, majd 0-7 arányban veszítette el az akkori MTK, illetve Újpest ellen.
1953-ban újra másodosztályú a csapat, azonban nem sok időt töltött ott hiszen 8 ponttal maga mögé utasítva a Miskolci Honvédot, bajnokként feljutott a Diósgyőr, Jávor Pál vezényletével. A csapat a feljutást követő szezonban a 9. helyet érte el, és hazai pályán mindössze három alkalommal maradt alul, a Honvéd, a Ferencváros illetve az MTK ellen. A DVTK történelmének legeredményesebb játékosa, Dobó Zoltán 16 találattal segítette a csapatot.
Az 1955-ös szezont a csapat a 12. helyen zárta, miután az utolsó fordulóban vereséget szenvedett a Dorogi Bányász ellen. A DVTK 2-0-ra vezetett Bujtor duplája révén, azonban a Dorogi csapat a meccs utolsó félórájában három gólt is tudott lőni válaszként.
A diósgyőri csapat történetében az első válogatottságot elérő játékos Berecz István volt. A korabeli diósgyőri válogatott játékosok között találhatjuk Dudás Zoltánt is, aki 1955-ben az Aranycsapat védelmében játszott a Csehszlovákia elleni, 3:1-es magyar győzelemmel végződő mérkőzésen. 1958-ban Szigeti Oszkár (a Werner–Szigeti–Paulás hátvédhármas tagja, amelyet ma is a legjobb védelemként tartanak számon a szurkolók) válogatottként szerepelt a 2:0-ra végződött Magyarország–Jugoszlávia mérkőzésen. Solymosi Ernő válogatottbeli pályafutása is a DVTK-ban indult, majd az Újpesthez került. Solymosi a válogatottban hatalmas lövőerejével tűnt ki. 1960 és 1968 között 38 válogatott mérkőzésen vett részt és 7 gólt szerzett. 1960-ban Rómában tagja volt az olimpiai bronzérmes csapatnak. 1962-ben a Chilében megrendezett világbajnokságon ötödik, 1964-ben pedig a Spanyolországban lebonyolított Európa-bajnokságon harmadik helyet ért el a magyar válogatottal. A szurkolók szemében legendássá vált Werner–Szigeti–Paulás hátvédhármas 1957. szeptember 8-án szerepelt először együtt. Szigeti Oszkár 1953. március 15-én, Paulás Tibor 1956. május 2-án, Werner Gyula pedig 1957. augusztus 25-én szerepelt először a DVTK-ban.
1956-ban a DVTK megnyerte az NB2 keleti csoportját egyetlen ott töltött évad után, Felföldi Sándor vezényletével. A klub 30 mérkőzésen 85 gólt szerzett. A következő szezonnak Teleki Pállal vágott neki a DVTK, aki 1939-ben már irányította a csapatot.
Az 1957–58-as bajnoki szezonban került sor a DVTK 300-adik élvonalbeli mérkőzésére a Csepel ellen, és a csapat a Tatabánya ellen szerezte meg az ötszázadik élvonalbeli találatát. Ezt a mérkőzés tudósítója a következőképpen kommentálta: „Paulás hozza fel a labdát, Ivánhoz játszik, a jobbszélső nagy lendülettel elfut, s a tisztán álló Papp mintegy hat méterről okosan, belsővel a kapu jobb oldalába helyezi a labdát. 3:1”. A szezont a klub a 9. helyen zárta, és hazai pályán a bajnok MTK-t is legyűrte 2-1-re, Török Sándor és Pál László góljaival. Az 1958-59-es szezont ismét a 9. helyen fejezte be a Diósgyőr. Teleki utolsó mérkőzése a DVTK kispadján az 1958 decemberi, Szombathely elleni 2-0-ás hazai vereség volt. A tavaszi idényben már Kiss Gábor látta el az edzői feladatokat. 1958 Júniusában 6 év után tudott nyerni a gárda a Ferencváros ellen, 3-2-re. 18,000 néző volt jelen a helyszínen.
A következő években tovább folytatódtak a DVTK sikerei. Sor került a klub századik élvonalbeli győzelmére, és az 1959–60-as szezonban első alkalommal lett a legjobb vidéki csapat (4. helyezés). A csapat hazai pályán mindössze kettő vereséget szenvedett az idényben. Az elért eredmény értékét emeli, hogy a szocializmusban a vidéki csapatoknak nehéz dolguk volt a favorizált budapesti klubokkal szemben. Emellett először került sor városi derbire is, mivel először játszott egyszerre két miskolci klub a magyar bajnokság első osztályában. Az 1960/61-es szezonban a csapatnak nem sikerült megismételnie a bravúrt, és búcsúzott az első osztálytól, miután az utolsó helyen zárt. Az egész évad során 12 pontot gyűjtött össze a csapat. A szezon első DVTK győzelmére Decemberig kellett várni, és az az megelőző mérkőzéseke nagy pofonokba szaladt bele a csapat az Újpest, az MTK, a Ferencváros illetve a Salgótarjáni BTC ellen.
Bodola Gyula maradt a klub vezetőedzője a másodosztályban kiesés ellenére, azonban 9 meccs után Bukovi Márton érkezett a helyére. Bukovi végig a feljutáshoz közel tartotta a csapatot, de ez csak a 4. helyre volt elég. Az 1962/63-as szezonban, Bukovi első teljes szezonjában azonban már sikerült a bravúr, és a DVTK megnyerte az NB2 keleti csoportját harmadszor tíz éven belül, mindössze három mérkőzését elveszítve.
Az 1963-as szezonban a 11. helyet érte el a Diósgyőr, és egyike volt azon kettő csapatnak, akik legyőzték a Győri-ETO bajnokcsapatát, Cserjes József góljával. 1964-ben a csapat mindössze négy bajnokit nyert meg, és az utolsó helyen zárt. A szezon talán egyetlen pozitívuma az Újpest 10 év utáni újboli megverése.
A kiesést követően az edzői padra Nagy György helyére Preiner Kálmán érkezett. Az utolsó fordulóban a DVTK 2-0-ás győzelmet aratott a keleti rivális Debrecen felett, így Preiner a második helyet érte el a csapattal, ami ismét feljutást jelentett. Az 1965-ös Magyar Kupában is maradandót alkotott a csapat, az MTK és Újpest kiejtésével a döntőben találták magukat, ahol azonban a Győr már túl nagy falatnak bizonyult, és 4-0-ás vereséget szenvedett a csapat.
1966-ban, néhány hónappal a vesztes döntő után, a Győr ellen kezdte meg a Diósgyőr a szezont, azonban itt is a nyugati gárda akarata teljesült, és 1-0-ra nyertek. A csapat az idényt a 9. helyen zárta, és Preiner Kálmánnal elváltak útjaik a szezon végén.
Preiner helyére Szabó Pál érkezett, aki korábban már irányította a csapatot 1952-ben. 1967-ben a bajnokság 7. helyén zárt a csapat. Szurgent Lajos és Horváth András összesen 23 gólt szereztek az évad során. Szabó egy szezon után távozott, helyére a visszatérő Teleki Pál érkezett.
1968-ban került sor az 500-adik mérkőzésre az élvonalban, és ekkor szerződött a csapathoz a legendássá vált Veréb György kapus. A novemberi, Ferencváros elleni bajnoki a Diósgyőr egyetemes történelmének legmagasabb nézőszámú mérkőzése. 35,000 néző tekintette meg a helyszínen a végül 2-1-re elvesztett találkozót. A szezon végén a csapat a 13. helyet foglalta el. Ebben az időszakban alakult ki az a sikeres diósgyőri csapat, amely nemzetközi porondon is megmérethette tudását. A közép-európai kupában a DVTK olyan csapatokkal mérkőzött meg, mint a Palermo, a Crvena Zvezda, a Lokomotív Kassa és a Čelik együttese.
Az 1969-es szezonnak Tátrai Sándorral futott neki a csapat. Ismét a 13. helyen zárt a Diósgyőr, miután az utolsó meccsnapon 3-3-as döntetlent vívott a Pécsi Dózsa ellen.
1970-ben a csapat közel került ahhoz, hogy ismét finalista legyen a Magyar Kupában, azonban az elődöntőben 2-1-re felülmúlta a Komlói Bányász. Az 1970/71-es szezont nem kezdte jól a csapat. Első öt mérkőzésükből egyet tudtak megnyerni, míg az Újpest ellen 5:1, az MTK ellen 4:1 arányban maradtak alul.Tátrait menesztették, Mathesz Imre irányítja a gárdát a 8. fordulótól. Végül a 12. helyet érte el a csapat.
A következő szezon elején sem sikerült a fényes rajt a Diósgyőrnek. Habár a Győrt és az Egert legyőzte a csapat, Szeptember és Március között nyeretlen volt a klub a bajnokságban. 1972 Áprilisában 31 év után tudott győzni a DVTK az Üllői Úton. Ez volt az első szezon 1942 óta, amelyben a Diósgyőr egyik mérkőzését sem veszítette el a "zöldek"-kel szemben. Pár héttel később Mathesz elvesztette vezetőedzői pozícióját, ideiglenesen Tóth József pótolja. Tóth irányítása alatt egy meccset veszített a csapat, és bent maradt az élvonalban.
Az 1972/73-as szezon elején visszatért Preiner Kálmán a DVTK-hoz. A korábban a klubbal másodosztály-, és Magyar-Kupa ezüstérmes edző nem tudott csodát tenni a csapattal. Az utolsó fordulóban a Diósgyőr 2-1-es vereséget szenvedett Szegeden a SZEOL vendégeként, így végérvényesen is kiesett az élvonalból hét év után. A tabella utolsó helyén végzett a klub.
A kiesés ellenére Preiner maradt a padon, és karrierje során másodszor is visszajuttatt a a csapatot a legfelsőbb osztályba, bajnokként. A klub három mérkőzés kivételével az összes hazai mérkőzését megnyerte, és veretlen volt a DVTK-stadionban.

### A Diósgyőr aranycsapatának korszaka
Az 1974 és 1984 közötti időszak elhozta a klub történetének legsikeresebb időszakát. Ehhez számos labdarúgó hozzájárult. Néhányan közülük: Veréb, Tatár, Salamon, Oláh, Borostyán, Fekete, Fükő, Magyar, Váradi és Teodoru. Az ő teljesítményüknek köszönhetően beszélhetünk „diósgyőri aranycsapatról”.
Az 1974/75-ös szezon Szabó Géza első idénye a Diósgyőr kispadján. "Debütáló" mérkőzése 1974 augusztusában a Pécsi MFC elleni hazai, 0-1-re elveszített bajnoki volt, amellyel a pécsi gárda lett az első csapat 1973 májusa óta, amely ligameccset nyert Miskolcon. 1975 márciusában, Oláh Ferenc duplájának, illetve egy öngólnak köszönhetően 12 év után verte meg a Vasast bajnoki mérkőzésen a Diósgyőr. A szezon végén a 11. helyet foglalta el a csapat. A Magyar-Kupában bejutott a csapat a negyeddöntőbe, ott azonban 0-0 után büntetőkkel búcsúztatta az Újpest.
Az 1975/76-os szezonban nem volt kieső csapat az NB1-ben, a DVTK nagy szerencséjére. Mindössze 7 meccset nyert a csapat, legutolsó bajnoki győzelmét pedig márciusban érte el, a Vasas ellen. Az utolsó 13 mérkőzéséből nyolcat elvesztett a csapat, végül a 14. helyen zárt. A kupában ismét a negyeddöntőig jutott a csapat, ahol a Ferencváros várt rá. Habár Budapesten 1-0-ra nyert a DVTK, a visszavágót 2-1-re nyerte a zöld-fehér együttes, így idegenben szerzett gólokkal a fővárosi csapat jutott tovább.
Az 1976–77-es szezonban a DVTK nem nyújtott kiemelkedő teljesítményt a bajnokságban, mivel a csapat 34 bajnoki mérkőzésen csak 32 pontot ért el, ami a 10. hely megszerzésére volt elegendő. Ennek ellenére azonban 1976 októberében 11 év után győzte le a csapat a Ferencvárost. 25,000 néző tekintette meg élőben, hogy Oláh duplájával, és Fekete találatával 3:2 arányban múlta felül a DVTK egyik legnagyobb riválisát. A Magyar Kupában viszont a csapatnak a klub történetében először sikerült a kupát elhódítania. A csoportkört az első helyen zárta, miután a Videoton, a Nagykanizsa és a MÁV-DAC felett végzett a csapat. A "négyes-döntőben" három fővárosi csapat, a Vasas, az Újpest és a Ferencváros voltak a klub ellenfelei. Az Újpest ellen 4-1-re nyert a DVTK, Görgei mesterhármasának (is) köszönhetően. A Ferencvárostól vereséget szenvedett a csapat, azonban a Vasast Tatár hajrában lőtt góljával legyőzte a csapat, és jobb gólkülönbségének köszönhetően megnyerte a Kupa 1976/77-es kiírását.
Szabó Géza edző a következőket nyilatkozta: „A legjobb nyolc közé akartunk eredetileg eljutni. A Videotonnal, az Olajbányásszal és a MÁV DAC-cal kerültünk egy csoportba a 16 között. Idegenben legyőztük az NB II-es csapatokat, ami nem volt könnyű feladat, mert a Videoton nem bírt velük. A négyes döntőben esélytelenek voltunk a három nagycsapattal szemben. Ez határtalanul megnyugtatott bennünket. Elhatároztuk, hogy megnehezítjük a Ferencváros, a Vasas és az Újpesti Dózsa sorsát. Nem gondoltuk, hogy elsők leszünk, hanem azt, hogy esetleg valamelyiküket legyőzzük, s azzal tesszük le névjegyünket. A döntő azonban várakozáson felül jól sikerült. Ehhez egy kissé vissza kell kanyarodnom, oda, amikor a válogatottunk a görögökkel emlékezetes mérkőzését vívta. Mi, Diósgyőrben akkor úgy láttuk, csapatunk egy kicsit visszaesett a bajnoki küzdelmekben. Ezért megnöveltük az edzésmunkát, s ez a későbbiekben jótékonyan éreztette hatását. Végig bírtuk a bajnoki hajrát, amikor szerdán és szombaton is pályára kellett lépnünk. Jó erőben érkeztünk az MNK négyes döntőjéhez is. Az Újpesti Dózsa felett aratott győzelmünk az önbizalmunkat is erősítette. Bár ezután vesztettünk a Ferencváros ellen, úgy gondoltuk, hogy semleges pályán van esélyünk a Vasas ellen. A döntő mérkőzésen elsősorban akarásunkkal múltuk felül a nem sokkal korábban bajnoki címet szerzett piros-kék csapatot.”
A kupagyőztes csapat névsora a következő volt: Fekete László, Feledi László, Görgei János, Hajas Imre, Kerekes János, Kutasi László, Oláh Ferenc, Salamon József, Szabó László, Szalai István, Szántó Gábor, Tatár György, Teodoru Borisz, Váradi Ottó, Veréb György.
Az 1977/78-as szezont a csapat a 6. helyen zárta. 1978 februárjában 2:0 arányban nyert a DVTK az FTC ellen, Fükő és Oláh góljaival. A kupából címvédőként az első fordulóban búcsúzott a DVTK, miután büntetőkkel 8-9-re kikapott a Tyukodi TSZ-től. Oláh Ferenc és Tatár György az évtized első diósgyőri játékosai lettek, akik 10, vagy Tatár esetében 11 bajnoki gólt szereztek egy idényben.
A Kupagyőztesek Európa-Kupájában is debütált a csapat, az előző évi kupasikernek köszönhetően, ahol az első körben a Besiktas-sal mérkőzött meg. Az első találkozót 2-0-ra nyerte a török csapat, azonban a visszavágón Fekete és Oláh dupláinak segítségével 5:0 arányban nyert a Diósgyőr, 20.000 ember előtt. Ezt követően a Hajduk Split csapata várt a DVTK-ra a második körben. Miskolcon hátrányból felállva 2-1-re nyert a csapat, Tatár és Váradi góljaival, így előnyből várhatta a visszavágót. A jugoszláv (ma horvát) együttes az első negyedórában megszerezte a vezetést, amit egy óráig megőriztek. A 80. percben Tatár révén egyenlített a DVTK, azonban öt perccel később Rukljac büntetőgóljával összesítésben kiegyenlített a Hajduk, ami büntetőket eredményezett. A tizenegyespárbajt 4-3-ra nyerte a hazai csapat, így a Diósgyőr búcsúzott a tornáról.  
Az 1978/79-es élvonalbeli szezont nem kezdte túl rózsásan a klub. Első öt mérkőzéséből csupán egyet tudott megnyerni, azonban a 6. és 14. forduló között veretlen volt a csapat. A jó sorozat a Békéscsaba elleni 5-0-ás vereséggel szakadt meg, ahol mind az öt gól Vágási Sándor nevéhez fűződött. 1978 novemberében a DVTK 1-0-ra legyőzte a Ferencváros együttesét, Grolmusz Gyula góljával, 25.000 néző előtt. A 20. és 28. forduló között sem talált legyőzőre a csapat. A tavaszi idény során sikerült megbosszulni a békéscsabai zakót, miután a DVTK hazai pályán 5-0-ra ütötte ki a keleti lila-fehéreket. Fekete László mesterhármast ért el.
1979 májusában másfél év után kapott ki a Diósgyőr hazai pályán, miután 1-0-ás vereséget szenvedett a Videoton csapatától. 1977 novembere és 1979 májusa között 24 hazai mérkőzésből 20 alkalommal győztesen hagyta el a csapat az Andrássy Gyula utcai stadion gyepét. A szezont végül a 3. helyen zárta a csapat, amivel története legjobb bajnoki helyezését érte el, 8 ponttal lemaradva a bajnok Újpesttől.   
Az 1979/80-as szezonban a klub a 12. helyezés érte el a bajnokságban. Tatár György 13 gólt szerzett az idény során. A visszaesés ellenére voltak pozitívumai a szezonnak, például a 25 év után bajnoki-címet elhódító Budapest Honvéd 2-1-es legyőzése, amellyel a Diósgyőr egyike volt azon öt csapatnak, akik megverték a 19. kerületi csapatot. Továbbá története első győzelmét szerezte a csapat a Hungária Körúton, miután 4:1 arányban felülkerekedett az MTK-n.
Az előző szezonban elért helyezésnek köszönhetően a klub bejutott az 1979-80-as UEFA-kupába. Az első körben az osztrák Rapid Wien csapatához "látogatott" a klub. Az első mérkőzést Fükő Sándor hajrában szerzett góljával a DVTK nyerte 1-0-ra, majd a visszavágón 3-2 arányban múlta felül a bécsi együttest, és továbbjutott.   A második körben a skót Dundee United volt a DVTK ellenfele. Az első mérkőzést Tatár György 89. percben szerzett találatával a miskolci csapat nyerte.  A visszavágót 3-1-re nyerte a Diósgyőr, és kettős győzelemmel továbbjutott. Tatár ezen a mérkőzésen duplázni tudott. A harmadik körben a német Kaiserslautern együttese állta a csapat útját, és 8-1-es összesítésben búcsúztatta az észak-magyarországi klubot. A kieséssel véget értek a csapat európai álmai. 
diósgyőri együttes ezt követően megismételte korábbi teljesítményét, és 1980-ban ismét diadalmaskodott a magyar kupában, miután az Üllő, Csepel és Komlói Bányász csapatát kiejtette, majd a döntőben 3-1 arányban múlta felül a Vasas csapatát.
Az 1980/81-es szezont nem kezdte jól a csapat. Az első fordulóban 2-0-ás vereséget szenvedett Nyíregyházán (ami egyébként a nyírségi együttes történelmének első élvonalbeli mérkőzése volt), és az első öt mérkőzését mind elveszítette . Szabó Gézát a 20. forduló után, Ferencváros elleni 0-0-ra végződő bajnoki után menesztette a vezetőség. 
Szabó hat évig ült a Diósgyőr kispadján, és a klub történelmének legsikeresebb vezetőedzője. A bajnokságot végül Deák István vezetésével, a 14. helyen zárta a csapat, egy ponttal a kieső-zóna felett.
1981-ben is bejutott a csapat a magyar kupa döntőbe, ekkor azonban „csak” az ezüstérmet szerezte meg. A döntőig vezető úton előbb a Ferencvárost (1-0) majd az Újpest csapatát (2-1) búcsúztatta a DVTK a kiírásból. A fináléban ismét a Vasas ellen játszott a csapat, az előző évi kupa döntő ismétlésében. Ezt a küzdelmet már a fővárosi gárda nyerte, 1-0-ra.
Az 1978–79-es szezonban megszületett a csapat ezredik élvonalbeli találata, sor került a 800-adik NB I-es mérkőzésére, és megszerezte a bajnoki bronzérmet. A DVTK 25–30 ezres nézőszámmal büszkélkedhetett, és a magyar labdarúgás egyik meghatározó csapata volt. A bronzérmes csapat leggyakoribb összeállítása a következő volt: Veréb – Szántó, Salamon, Váradi, Kutasi – Oláh, Tatár, Görgei – Borostyán, Fükő, Magyar, Fekete.
A két magyarkupa-győzelem közötti időszakban a kezdő 11 szinte minden tagja rendelkezett valamilyen válogatottsággal. Előfordult, hogy az olimpiai válogatottban csak 2–3 „idegen” labdarúgó szerepelt. Az 1979 novemberében játszott mérkőzéseken 8–9 játékos volt az olimpiai válogatott tagja. Ugyanakkor többen közülük egyben az „A” válogatott keretének a tagjai is voltak. 1979. szeptember 12-én a Csehszlovákia (2–1), szeptember 26-án az Ausztria (1–3) és október 17-én a Finnország (3–1) elleni válogatott mérkőzéseken a nemzeti csapatban öt diósgyőri játékos is szerepelt egy időben, név szerint: Szántó, Salamon, Kutasi, Tatár és Borostyán.
Az 1981/82-es szezonban Dr. Puskás Lajos irányítja az együttest. A bajnokságban mindössze 9 meccset nyert meg a csapat, és élvonalbeli bennmaradását csak az utolsó fordulóban tudta bebiztosítani, miután egy pontot elhozott az Üllői Útról.   A Nyíregyháza Pécsi MFC elleni vereségének köszönhetően a klub nem szorult osztályozó mérkőzésre. A Magyar Kupában a negyeddöntőig jutott a csapat, ahol tizenegyesekkel a Békéscsaba együttese búcsúztatta. 
Az 1982/83-as idényt a csapat a 9. helyen zárta. Hazai pályán mindössze kettő vereséget szenvedett, a Honvéd illetve a bajnok Győr ellen. Borostyán Mihály 12 alkalommal volt eredményes a szezonban. A szezon végén Puskás távozott a klubtól, helyére Fekete Ferenc érkezett.  
Fekete 18 bajnoki mérkőzésen át irányította a csapatot, amelyből kettőt tudott megnyerni a DVTK. Hajas Imre váltotta pozíciójában, azonban vele a klub egyetlen meccsen sem tudott győzni, így a szezon végén a DVTK a tabella utolsó helyén zárt, és 9 év után kiesett az élvonalból. A szezon alatt megszerzett 12 pont a DVTK történelmének (holtversenyben) második legrosszabb élvonalbeli teljesítményének számít.  

### A DFC kora
Az aranykor után a csapat hét éven keresztül a másodosztályban szerepelt, ami után ugyan ismét feljutott az élvonalba, de ezt újbóli kiesés követte.
A másodosztályban töltött első kettő szezon alatt Bánkúti László irányítja az együttest. Az 1984/85-ös NB2 szezont a DVTK a 4. helyen zárta, ahogyan az azt követőt is. Az alsóbb osztályban szereplés ellenére a klub bejutott az 1984/85-ös Magyar Kupa elődöntőjébe, ahol 1-0-ás vereséget szenvedett a Honvéd csapatától.
A következő szezonban ismét a másodosztály 4. helyén végzett a csapat, tavasszal a klub megválik Bánkúti Lászlótól. Innentől Gál Béla irányítja a csapatot. A Magyar Kupában a csapat a legjobb 16 közé jutott, azonban 1-0-ás vereséget szenvedett az Eger együttesétől.  
Az 1986/87-es NB2-es szezonban a klub gyengén szerepelt, és éppen hogy nem esett ki a harmadosztályba. Gál Béla a 19. forduló után menesztésre került a gyenge rajt miatt. A klub az első 19 mérkőzéséből mindössze hármat nyert meg. Szláger György irányítja a csapatot a szezon tavaszi felében, és egy utolsó fordulós 0-0-nak köszönhetően a Nagykanizsa ellen, a csapat bent maradt az NB2-ben. 
A következő szezont jól kezdte a klub, és egészen a 29. fordulóig úgy tűnt, akár vissza is juthat az élvonalba. A szezon "hajrájában" azonban egy rossz sorozatnak köszönhetően 9 meccsből 6-ot elvesztett a Diósgyőr. Végül egy 11. helyezéssel kellett beérni, 1 ponttal a rivális Nyíregyháza mögött. 
1988 nyarán Petróczy Gábor veszi át a csapat irányítását. A Diósgyőr jó bajnoki rajtja ebben az évadban elmaradt, és a klub első tíz mérkőzéséből mindössze kettőt nyert meg. Tavasszal sem fordultak jobbra a dolgok, és Petróczyt a Bajai SK elleni döntetlen alkalmával menesztették. Mérlege a DVTK kispadján 27 mérkőzés, 8 győzelem, 11 vereség és 7 döntetlen. A szezon hátralévő mérkőzésein Kiss László irányította a csapatot, amely végül a másodosztály 8. helyén zárt.  
Az 1989/90-es NB2 szezon előtt Palicskó Tibort nevezték ki a DVTK vezetőedzőjének. Palicskó egy BVSC elleni 1-1-gyel debütált, és első győzelmére a 9. fordulóig kellett várni, a Debreceni Kinizsi ellen. A győzelem volt a kezdete a csapat 11 meccsen át tartó veretlenségi-szériájának, amiből nyolcat meg is nyert, egyet a régiós rivális Nyíregyháza ellen. A veretlenséget kettő egymást követő vereség követte az Eger, illetve Szeged ellen. A csapat végül az 5. helyen fejezte be a szezont. 
A következő évadot remekül kezdte a Diósgyőr. A klub egyik legjobb szezonrajtját produkálva, első 14 mérkőzéséből egyet sem veszített el. A tavalyi évhez hasonlóan, idén is az Eger vetett véget a miskolci veretlenségnek. A szezon második felében 9 meccset nyert a csapat, és mindössze kettő alkalommal maradt alul. A csapat végül egész évben megőrizte hazai pályán való veretlenségét, és a 2. helyet szerezte meg, egy ponttal a BVSC mögött. Ennek értelmében osztályozó-mérkőzést játszott a klub a feljutásért a Szegedi SC ellen. Az első találkozón, hátrányból, 2-1-re nyert Szegeden a Diósgyőr, Molnár István 87. percben szerzett találatával. A visszavágón, amit több mint 20,000 DVTK fanatikus tekintett meg a helyszínen, a csapat megtartotta előnyét, és véget vetett történelme második leghosszabb NB2-es időszakának.  
A DVTK 1991-ben Palicskó Tibor vezetőedző segítségével jutott fel újra az élvonalba, de a csapat csak két évet töltött az NB I-ben. Mindkét alkalommal a tabella alján fejezte be a szezont, és osztályozó-mérkőzés lejátszására kényszerült. Először még sikerült a bennmaradás, de az 1992–93-as szezonban a csapat ismét kiesett az első osztályból.
Palicskó lemondott pozíciójáról a feljutás után, helyére Vlád László érkezik. A csapat több mint hét év után játszott elsőosztályú mérkőzést 1991 augusztusában, a Siófok ellen, amit 0-2-re elveszített. Ezzel az 1990 májusa óta tartó hazai veretlenség is véget ért. Vlád mindössze 19 mérkőzésen át irányította a csapatot, melyből négyet nyert meg a Diósgyőr. 1992 áprilisában Tornyi Barnabás veszi át a klub vezetését. A szezon legutolsó fordulójában a Ferencváros Miskolcon biztosította be a bajnoki címet a Diósgyőr 2-0-ás legyőzésével. A csapat végül a – Videoton és az MTK májusi legyőzésének köszönhetően – 14. helyen zárt, így ismét osztályozóra kényszerült. Az ellenfél idén a BKV Előre SC csapata volt. Az első mérkőzést 2-1-re nyerte a Diósgyőr, majd a visszavágón Vitelki góljának köszönhetően győzött a csapat. Kettős győzelemmel, összesítésben 3-1-re nyert a DVTK, így a következő idényt is az élvonalban tölthette. 
1992 nyarán Sándor Istvánt nevezik ki a Diósgyőr vezetőedzőjének. Bíztatóan kezdte az 1992/93-as szezont a klub, első 12 mérkőzéséből ötöt megnyert, és a Nyíregyházát is legyőzte. Hátralévő mérkőzéseiből azonban csak kettőt nyert a csapat, és legutolsó 8 mérkőzéséből ötöt elveszített. Az utolsó fordulóban 5-1-es kiütéses vereséget szenvedett a csapat hazai pályán a Kispest-Honvédtól. A szezon végén a tabella 13. helyét foglalta el a DVTK, így zsinórban a harmadik szezonjában is osztályozón vett részt. A Soproni LC csapatát Miskolcon 1-0-ra felülmúlta a Diósgyőr, a visszavágót azonban megsemmisítő módon, 5-0-ra elveszítette a csapat, így 24 hónap után visszaesett a másodosztályba. 
A kiesés ellenére Sándor maradt a klub kispadján. A diósgyőr első 11 meccséből nyolcat megnyert, és a 12. fordulóig veretlen volt, aminek a Hatvan FC vetett véget. A 15. forduló után Sándor István a szintén másodosztályú Stadler FC-hez "szerződött", helyére Szentmihályi Antal érkezett. Szentmihályi mindössze 6 mérkőzést töltött a klub padján, amiből kettőt nyert a csapat. A szezon harmadik edzője Kálmán Vilmos volt, aki még elődjénél is kevesebb ideig, 2 mérkőzésig irányította a csapatot, egyik a Nyíregyháza elleni vereség 1994 áprilisában. A klub a kaotikus szezont végül 5 edzővel fejezte be összesen, és az NB2 keleti csoportjának 4. pozícióján zárt.  
Az 1994/95-ös NB2 szezon előtt Oláh Ferencet nevezték ki vezetőedzőnek. Oláh játékosként 350 bajnokin képviselte a Diósgyőrt, és a csapat házi NB1-es góllövő örökranglistáján a második helyet foglalja el, 63 találattal. Habár a csapat elveszítette az évad első mérkőzését a Salgótarján ellen, a csapat nem talált legyőzőre október és április között, és 12 bajnokit nyert a szezonban. Sajnos a klub az utolsó négy mérkőzését rendre elbukta, (egyet hazai pályán a keleti rivális Nyíregyháza ellen) és végül a 8. helyen zárt. 
A következő szezont is Oláh-val kezdte a klub. A 3. fordulóban 2-0-ra legyőzte a Nyíregyházát, és veretlenségét a 11. fordulóig megőrizte, továbbá 3 mérkőzést leszámítva az összeset megnyerte addig a pontig. Oláh Ferenc lemondott a Kecskemét elleni vereség után. Ideiglenes utódja Leskó Zoltán, aki 7 meccsen át irányította a csapatot. A szezont Verebes Józseffel fejezte be a csapat, és utolsó 7 meccséből ötöt megnyert, ami a 3. hely eléréséhez volt elég. A Diósgyőr a bajnoki helyezéséből adódóan osztályozómérkőzést játszott a Fehérvár Parmalat FC ellen, az első osztályba jutásért. Az első mérkőzésen vezetett a DVTK Pintér révén, azonban a hazai csapat végül 2-1-re nyerte a találkozót. A visszavágón is vezetést szerzett a már amúgy is előnyben lévő Fehérvár, azonban Tóth és Kotula révén hamar megfordította az állást a miskolci csapat. A Parmalat végül a 97. percben egyenlített, és megőrizhette NB1-es pozícióját, míg a DVTK továbbra is a másodosztály bilincsében találja magát.    
A csapat helyzetének stabilizálása Tornyi Barnabás nevéhez fűződik, aki 1996-ban vette át újból a vezetőedzői teendőket. Egy év múlva az élvonalba juttatta a csapatot, ahol a diósgyőri együttes újoncként a 8. helyen végzett. A kilencvenes években ez volt a klub legsikeresebb szezonja, melynek során a legendás Veréb György kapus 49 évesen befejezte labdarúgó pályafutását. A klubjához hűséges Veréb kapus 802 mérkőzésen szerepelt a diósgyőri csapat színeiben.
Az 1996/97-es szezont a csapat Tornyi Barnabással kezdte meg. Habár első győzelmére a 3. fordulóig kellett várni, ezután a csapat 8 mérkőzésen át veretlen volt. A jó forma tavaszra sem szűnt meg, és a csapat végül 28 mérkőzéséből 15-öt megnyert. Az utolsó előtti fordulóban a szintén feljutás közelében lévő Nyíregyháza fogadta a csapatot. A hazai gárda 1-0-ra nyerte a "Keleti El-Clasicót", miután Kovács István a 92. percben a büntetőpontról volt eredményes. A csapat végül a tabella 2. helyén zárt, és ismét osztályozóra volt hivatott. Ellenfele a 3. Kerületi TVE volt. Az első mérkőzést 1-0 arányban nyerte a budai csapat, azonban a visszavágón egy öngólnak, illetve Farkas Attila góljának köszönhetően megfordította az állást a Diósgyőr, és visszajutott az élvonalba.   
A csapat a Kispest-Honvéd 5-1-es kiütésével kezdte meg az újbóli NB1-es szereplését. Az ősz során több fontos győzelmet is aratott a csapat, a BVSC illetve az MTK ellen, majd Novemberben 10 év után tudott nyerni újra a Sóstói Stadion gyepén a DVTK, Kiser László góljával.   A tavasz kezdetével a kezdeti lendület alábbhagyott, és Március és Május között nyeretlen volt a csapat a ligában.
A klub végül a tabella 11. helyén zárt, 12 győzelemmel, és hazai pályán mindössze három találkozót veszített el (azokat is a tabella legfelső helyeit elfoglaló Újpest, Ferencváros illetve MTK ellen). A Magyar Kupából sikerült a Ferencvárost kiejtenie a csapatnak, azonban a legjobb 16 között a későbbi kupagyőztes MTK jelentette a DVTK kupa-aspirációinak végét. 
Veréb utolsó szereplésére az 1998-as DFC–Videoton szezonzáró mérkőzésen került sor, amelyre a 49 éves labdarúgó sérülések miatt reaktiválta magát. Az összecsapást az teszi különösen emlékezetessé, hogy a Veréb kapust váltó Dávidot kiállították, így a csapat kapus nélkül maradt. Ekkor az egyik gólszerző, Kiser László állt a kapuba, és sikerült a mérkőzést kapott gól nélkül befejeznie, amelyen még büntetőt is hárított. Még ebben az évben – 18 év után – a csapat újra kijutott az európai kupaporondra, és következett az Intertotó-kupa-menetelés a máig emlegetett Kulcsár–Egressy csatárduóval és a középpályás Kiser Lászlóval.
A második élvonalbeli szezonban egy fantasztikus őszi menetelés következett, melynek során a csapat legyőzte idegenben többek között az Újpestet és a Ferencvárost. Az Újpesten aratott 3-1-es diadal a Diósgyőr első győzelme volt a 4. kerületben 1954 óta. Augusztusban egy 9 gólos mérkőzésen, 5-4 arányban maradt alul a csapat Győrött. 1998 októberében 3:4 arányban múlta felül  a Diósgyőr a Ferencvárost. Ez volt a csapat első győzelme az Üllői Úton 1972 óta, és a' 90-es évtizedben a DVTK volt a harmadik csapat, akik négy gólt lőttek a 9. Kerületben, a Győr, illetve MTK után. 1998 novemberében a régiós rivális Nyíregyháza vetett véget a csapat 7 meccse tartó veretlenségének.
Télen Tornyi Barnabás elhagyta a klubot, hogy az U-21-es válogatottnál folytassa karrierjét. Helyére Szapor Gábor érkezik, aki csak 7 meccset töltött a DVTK kispadján, melyből egyet sem tudott megnyerni a csapat. Az évad harmadik diósgyőri edzője Temesvári Miklós lesz. Temesvárival a csapat megszerezte első bajnoki győzelmét a tavaszi idényben, a 3. Kerületi TVE 2-1-es idegenbeli legyőzésével, Domokos duplájának köszönhetően. A klub hazai pályán egészen májusig veretlen volt, amikor a Vác, illetve Ferencváros ellen szenvedett egymást követő vereséget a DVTK. Legutolsó 4 mérkőzéséből hármat nyert meg a Diósgyőr, a BVSC, Videoton illetve Nyíregyháza ellen, ami 7. helyhez volt elég.
Az 1990-es évek általános jellemzője, hogy nem volt tőke a labdarúgásban, és ez a Diósgyőrt is érintette. Pénz nélkül próbáltak sikeres csapatot építeni, amibe belerokkant az egyesület. A focisták egy része ugyan nem volt klasszis labdarúgó, edzőjük mégis el tudta velük hitetni, hogy képesek nyerni, és így is lett. 2000 telén azonban a focisták nagy része eligazolt a klubtól, így már az is meglepetést keltett, hogy be tudták fejezni a szezont. Az évad végén a labdarúgóklub megszűnt.

#### Szakosztályok, egyesületek
A DVTK története során számos egyéb szakosztállyal rendelkezett, így a klub sokáig nem kizárólag a futballt jelentette az Avas-alján. A birkózó, kosárlabda, súlyemelő, atléta, vívó, gyalogló, tájfutó szakosztályok ugyanúgy nagy szerepet játszottak az 1910-ben alapított egyesület életében, amelyek – a DFC labdarúgóihoz hasonlóan – önállósultak az 1990-es évek elején.
A rendszerváltás után a következő szakosztályok váltak ki a klubból (ezek egy része később újra a DVTK-család része lett:
- női kosárlabda:
  - DVTK "1957–1992"
  - Diósgyőri Kosarasok Sport Köre 1992–2007
  - Miskolci Sportiskola-DKSK 2007–2010
  - Aluinvent DVTK 2012–
- súlyemelő szakosztály
  - 1910-1949 között a birkózó és súlyemelő szakosztály egy vezetés alatt működött.
  - 1949 őszén önálló lett, "... a DVTK kebelében megalakult a súlyemelő szakosztály.... Sikerült edzőt is találni, Papp Gábor személyében, aki még szegedi diákkorában ismerkedett meg ezzel a nehéz, férfias sportággal. ... Felszerelésük 80 százalékát a versenyzők társadalmi munkában készítették... Így jutott el a DVTK súlyemelő szakosztálya, hogy 1956-ban elnyerte a "legjobb vidéki szakosztály" címet...." idézetek: Zádor Tibor: Az 50 éves DVTK. Diósgyőrvasgyár sportéletének története (Miskolc, 1962) kiadványból[32]
- DVTK vízilabda szakosztály, 1947-1950 között működött magyar férfi vízilabda-bajnokság   
  - 1947 II. osztály Észak: 1. Diósgyőri VTK 2 pont [33]
  - 1948 II. osztály Osztályozó: ... 7. Diósgyőri VTK 1 pont.[34]
  - 1949 II. osztály Osztályozó: ... 4. Diósgyőri VTK 2 pont, ...[35]
  - 1950 II. osztály ... 4. Diósgyőri Vasas 3 pont, ...[36]
- Teke szakosztály Az 1961-ban alakuló szakosztály: Egy szakosztály, amely a tömegsportból nőtt ki...[37] 1970-ben még működik:Kecskeméti Petőfi-DVTK[38]
- női futsal:
  - Miskolci Vénusz/DVTK Vénusz 2006–
- birkózás:
  - Diósgyőri Birkózó Club
- férfi kézilabda:
  - Diósgyőri Kézilabda Club 2002–
- labdarúgás:
  - Diósgyőri Football Club 1992–2000
- tájfutás:
  - Diósgyőri Tájfutó Club
- atlétika
- természetjárás
- asztalitenisz
- sakk
- jégkorong
  - DVTK Jegesmedvék 2015–

2020-ban, a DVTK alapításának 110. évében a klub a következő sportágakkal rendelkezik: labdarúgás, kosárlabda, jégkorong, röplabda, birkózás, asztalitenisz, short track, műkorcsolya, kerékpár, triatlon, atlétika, kajak-kenu, cselgáncs, muaythai, erőemelés, darts, sakk, e-sport.

### Az újrakezdés
A klub megszűnése után a szurkolók maguk vették kezükbe a kezdeményezést, és maguk alapították meg az új DVTK-t. Az első szezont a klub a hetedosztályban kezdte, de a Borsod Volán SE-vel történő egyesülés után az NB II-ben folytatták az idényt. Később a csapat egyesült a Bőcsi csapattal, amiben segítségükre volt az önkormányzat és még számos más támogató is. Így kerültek egy osztállyal feljebb a diósgyőriek. Később még a Monor labdarúgócsapata is Miskolcra költözött, majd az összefogás eredményeként a csapat jó pár év kihagyás után, 2004 májusában visszajutott a magyar labdarúgás élvonalba. Habár a klub az NB2 negyedik pozíciójában zárta az idényt, az NB1 16 csapatos bővülésének eredményeként a megszűnés után ismét az élvonalban találta magát a klub.  Ez sem ment könnyen, hiszen hiába harcolta ki a feljutást a Diósgyőr, nem kapott licencet, így ismét változott a klub, amikor Miskolcra költözött a régi siófoki focicsapatot működtető társaság. 2004 nyarán a hosszas huzavona miatt egyszerre két csapat is edzett a pályán (a Détári-féle régi és a Kiprich által edzett „balatoni” DVTK). Végül a két csapatból Kiprich vezetésével raktak össze egyet. Még az évad közben váltás történt a tulajdonosok között és a kispadon is, a szezon végéig Gálhidi György lett az edző.
A 2004-05-ös szezont nem kezdte jól a csapat, első 9 mérkőzéséből hetet elveszített. Tavaszra sem fordult jobbra a DVTK formája, azonban a Ferencváros elleni, 2-3 arányban elveszett bajnokit így is 15,000 ember tekintette meg Miskolcon. A bajnokság "hajrájában" sikerült Gálhidi György játékosainak megemberelnie magukat, és az utolsó 8 bajnoki mérkőzésből négyet megnyertek, és mindössze egyet vesztettek el, az Újpest elleni szezonzárót. Májusban a csapat egy heves "kiesési-keleti rangadót" vívott a Nyíregyháza vendégeként, ahol 2-0-ás hátrány után végül a 88. percben mentett pontot a csapat, Mariusz Siminics révén. A DVTK végül a 9. helyen zárta az idényt, 11 ponttal a kiesőzóna felett, míg szabolcsi riválisa búcsúzott az élvonaltól.
A 2005–2006-os szezon negyedénél ismét edzőt cseréltek Diósgyőrben: Gálhidi menesztésre került a Pécsi-MFC elleni 5-0-ás vereség alkalmával, szeptemberben. A kiütéses vereség a csapat harmadik vesztes mérkőzése volt 5 játékhét  leforgása alatt. Gálhidi utodjára végül Zoran Kuntics lett a befutó, de mivel nem volt meg a megfelelő képesítése, Pajkos Jánossal együtt irányították a csapatot. Kinevezésükkel kezdetét vette a Diósgyőr 8 mérkőzésig tartó veretlen szériája az NB1-ben. Októberben Tisza Tibor kései egyenlítésének köszönhetően a csapat 1998 óta először szerzett pontot az Üllői Úton. Télen aztán nem tudták folytatni a munkát együtt, ezért az évadot Pajkos egyedül fejezte be. A veretlenségnek az Újpest vetett véget a szezon tavaszi nyitányán. Tisza Tibor, aki télen még a DVTK együttesét erősítette, ezen a mérkőzésen szerezte első újpesti gólját. A tavasz során csak 3 találkozót nyert a Diósgyőr – igaz, egyik a Kaposvár 5-2-es kiütése volt május 19.-én – és a 8. helyen zárta az idényt, 37 ponttal.
A szurkolók örömére a 2006–2007-es szezont a mesteredző Csank Jánossal csinálta végig a csapat. Az ősz remekül sikerült, az 5. helyen telelt a csapat. Annak ellenére, hogy a 3. és 7. forduló között zsinórban 5 vereséget szenvedett el a csapat, a bajnokság első felében 9 mérkőzést nyert a csapat, és története során először győzte le az Újpestet kétszer egy szezonban. A szokásos „téli kiárusítás” ugyan nem maradt el, de a meghatározó játékosok nélkül is elég szép eredményt értek el. A szezon tavaszi felében ugyan csak két győzelemmel büszkélkedhetett a klub, a Magyar Kupában 1985 óta először érte el a DVTK az elődöntőt. Itt a későbbi győztes DVSC volt az ellenfele, és 3-2-es összesítéssel jutott tovább a vasutas csapat. A bajnokságban a 8. helyen zárt a Diósgyőr.
Ugyancsak ehhez a szezonhoz kötődik, hogy a klub – a szurkolók igényének engedve – már 2006-ban visszatért az eredeti címer használatához, a tervezett 2010 helyett.
A 2007–2008 szezon kezdete előtt Csank mester az utolsó percben a Ferencvároshoz szerződött, és ismét Pajkos János vette át a csapatot. A 10. forduló után még mindig nyeretlen csapat edzőjét elküldték, helyére az új tulajdonossal együtt érkezett Szegedről Vágó Attila. Vágó első kettő meccsét megnyerte a csapat, a Sopron, illetve Fehérvár ellen, ami egyben a szezon első hazai győzelme volt. A télen hatalmas takarítást tartottak a csapatnál, az afrikai különítményt „hazaküldték”, és 13 új játékost szerződtettek. A tavasz során 3 győzelem, 6 döntetlen és 6 vereség a klub mérlege, a bajnokságot végül a 13. helyen zárja. A 2007–08-as szezon végén Vitelki Zoltán, az utóbbi évek legjelentősebb diósgyőri játékosa visszavonult a profi labdarúgástól.
A 2008-2009 szezont nem kezdte túl rózsásan a csapat, első 8 mérkőzéséből csak kettőt nyert meg. A Győri-ETO elleni 6-0-ás vereség után Vágó Attilát menesztették. Menesztése után Sisa Tibor lett a vezetőedző. 2010-ig tartott volna a szerződése, de az anyagi nehézségek miatt 2009 januárjában távozott a csapat éléről. A szurkolók, játékosok, az ügyvezető igazgató, az új szponzor és Káli Sándor, Miskolc polgármestere még aznap este elutazott hozzá Ludányhalásziba, hogy maradásra bírja, de mégis nemet mondott a visszatérésre. A mester 107 napig volt a Diósgyőr vezetőedzője, irányítása alatt 5 bajnokiból hármat megnyert a csapat. Sisa nevéhez fűződik a Debreceni VSC 2-1-es idegenbeli legyőzése 2008 novemberében. Ez volt a DVTK első bajnoki győzelme az Oláh Gábor Stadionban, és egészen 2024-ig az utolsó. Továbbá, a Diósgyőr volt az egyetlen csapat, aki a szezonban nyerni tudott a májusban negyedik bajnoki-címüket ünneplő "Loki" otthonában. Az új edző a tavaszra a visszatérő Gálhidi György lett, és első meccsét 1-0-ra nyerte a csapat a REAC ellen, azonban az előző évekhez hasonlóan, most is a kiesés elől menekült a DVTK; Márciusban egy 3-, míg májusban egy 4-mérkőzéses vesztes-széria vette kezdetét. Áprilisban 10 év után először győzte le a csapat a Nyíregyházát az NB1-ben, Lippai Ákos góljával. Nyáron nem hosszabbították meg Gálhidi lejáró szerződését. A csapat végül a 12. helyen zárta a bajnokságot.

### A 100 éves klub
A 2009–10 szezonban a klub fennállása századik születésnapját ünnepelte. A csapat nem tudott megfelelően felkészülni az évfordulóra, mivel 2009. június 30-án Káli Sándor polgármester, Baranyi Sándor tulajdonos és Wicha József vállalkozó megbeszélése után sajtóközleményben tették közzé azt a hírt, hogy a Szeviép – a világgazdasági válságra hivatkozva – kivonul a diósgyőri futballból. Előzetes költségvetési tervezetekből kiderült, hogy a diósgyőri futball százmilliós veszteséggel zárhatja az évet. Sokáig kérdéses volt a bajnokságban való indulás is. Ezután az utolsó percekben közvetve az önkormányzat lett a tulajdonos, és Aczél Zoltán vezetőedzővel indultak neki a bajnokságnak, elkezdték a csapat megerősítését és az adósságok törlesztését.
Annak ellenére, hogy az 1. fordulóban, nagy meglepetésre, 1-0-ra nyert a csapat, ezt követő 3 meccsét zsinórban elvesztette a Diósgyőr. 2009. augusztus 9-én egy Újpest FC elleni 2-1-re elveszített meccsen – a DVTK aranycsapatának labdarúgóival – elbúcsúztatták a 40 éves „napos” (keleti) oldali lelátókat, helyére a jubileumra fedett nézőteret tervezek. Aczél Zoltán 15 mérkőzésen át irányította a csapatot, melyből csupán hármat nyert meg a DVTK. A téli szünetet a kiesőzónában tölti a klub, 2 ponttal a Nyíregyháza fölött. 2009 telén az átigazolási szünetben, immár harmadjára, ismét Tornyi Barnabás lett a vezetőedző. A régi-új trénerrel fél+egyéves szerződést kötöttek a klubnál, de Tornyi nem töltötte ki az időt, hat forduló után lemondott (ebből öt vesztes találkozó volt), utódja az addigi sportigazgató, Tóth László lett, akit öt mérkőzés után Benczés Miklós váltott a szezon végéig.  Tóth alatt a csapat véget vetett az október óta tartó veretlenségnek, a Pápa 3-0-ás legyőzésével, ezt azonban hat egymást követő vereség követte. Május 8.-án, a Paks otthonában elszenvedett vereséggel végérvényesen is eldőlt a DVTK kiesése az NB1-ből. A csapat a 2009–10-es szezon végén kiesett a magyar labdarúgás élvonalából.
Az akkori viszonyokat jól jellemzi, hogy az NB II Keleti csoportjában sem ment egyszerűen az indulás. Az első meccsre a 2010. augusztus 15-én REAC ellen csak 14 játékossal tudott kiállni a DVTK, így történt az, hogy a 89. percben középpályásként pályára lépő Giák Tamás a cserekapus volt. A helyzet érdekessége, hogy alig egy perc múlva elszáguldott a jobb oldalon, és 25 méterről nagy erővel lőtt a kapura, de lövését a REAC kapusa hárítani tudta. A másodosztályban is Benczés irányította a csapatot, majd szeptemberben az új többségi tulajdonos a Leisztinger Tamás érdekeltségébe tartozó Arago Zrt. lett, míg Szentes Lázár szakmai igazgatóként tevékenykedett. A csapat nem kezdte rosszul a szezont, azonban az azonnali feljutás messzinek tűnt, főleg, hogy 8 forduló után a tabella 7. helyét foglalta el a csapat, 13 ponttal. Ezt követően azonban az idény hátralevő részében összesen három meccset bukott a csapat, és a másodosztályban a csapat történetében második leghosszabb, 14 mérkőzéses győzelmi sorozatnak is hála, 37 év után ismét győztesként jutott fel az első osztályba. A 21. forduló után vette át a DVTK a vezetést a tabellán, a DVSC-DEAC 2-0-ás idegenbeli legyőzése után. A 27. játéknapra 12 ponttal növelte előnyét a Nyíregyházával szemben, akik a téli szünetet a tabella élén töltötték, 7 ponttal megelőzve az akkor még harmadik DVTK-t. Matematikailag a 28. fordulóbán vált biztossá a bajnoki-cím, miután a Nyíregyháza 3-1-es vereséget szenvedett a Vác otthonában. Érdekesség, hogy a győzelmi-széria is ebben a fordulóban ért véget hiszen a Diósgyőr 1-0-ra kapott ki Mezőkövesden.
A 2011-2012-es szezont jól kezdte a csapat, első 10 meccséből ötöt megnyert. Újoncként félidőben a harmadik, majd végül a 7. helyet szerezte meg a bajnokságban, úgy, hogy az utolsó fordulóig versenyben volt a nemzetközi kupaindulást jelentő pozícióért. A 22. és 26. forduló között egy 5 mérkőzésen át tartó veretlenségi-széria sújtotta a csapatot.

### A centenárium után
A 2012–13-as szezonra készülve a csapat leigazolta a magyar válogatott Elek Ákost és Rudolf Gergelyt, valamint az utánpótlás válogatott Gosztonyi Andrást, és komoly célokkal vágtak neki a szezonnak Sisa Tibor vezetésével. Az eredmények viszont nem jöttek: 17 mérkőzés alatt a csapat mindössze 17 gólt rúgott, és a megerősített keret ellenére mindössze a 7. helyen szerénykedett a klub, a Honvéd ellenében pedig 6:1-es összesítéssel búcsúzott a kupától. Télen a Mester távozott a csapattól, így ismét Szentes Lázár lett a vezetőedző, a klub pedig tizenhárom év után újra játékost adott a válogatottnak. A csapat végül a 10. helyen zárta az idényt.
A szezon végén a kapitány, Jose Luque, szögre akasztja a stoplist, és búcsút int a labdarúgásnak. Játszott egy csapatban Fernando Torressel, lőtt gólt a Bernabeuban, Iker Casillasnak, azonban talán nem túlzás azt állítani, egyik klubjában sem tudott úgy a szurkolók szívébe férkőzni, mint Diósgyőrön. Mi sem illusztrálja ezt jobban, mint Luque búcsúmeccsén, a DVTK fanatikusai által megalkotott, egész stadiont körbeölelő koreográfiája. A könnyes szemű legenda a mérkőzés 77. percben hagyta el a pályát, amikor az egész stadion állva tapsolt, és piros-fehér lapok lepték el a nézőteret. Luque végül a nagy népszerűségnek örvendő, Hé, fiúk! felelgetős szurkolást kántálta az ultraszektorban, magyarul(!).
Az ősz folyamán Elek Ákos öt alkalommal lépett pályára a válogatottban a DVTK játékosaként, míg 2013 első barátságos válogatott mérkőzésén, a klub 103. születésnapján Fehéroroszország ellen 3 DVTK-beli labdarúgó szerepelt a nemzeti tizenegyben Elek Ákos, Rudolf Gergely és Kádár Tamás személyében.

A 2013–14-es bajnokság során már Szivics Tomiszlav vezetőedző irányítja a csapatot. Első győzelmére az 5. fordulóig kellett várni, ezt azonban egy 6-hetes győzelmi széria követte. Az idény végén az ötödik helyet szerezte meg a csapat, ami az 1978-as bajnoki bronzérem óta a legjobb helyezése a csapatnak. továbbá, miután az elődöntőben 3-2-es összesítéssel ejtette ki a DVTK a Fradit, a Videoton FC legyőzésével megnyerte a Ligakupát. A Magyar Kupa küzdelmei során a döntőbe jutott a csapat, többek között a Videotont és a Debrecent is legyőzte az oda vezető úton. Az Újpest FC ellenében büntetőpárbaj után kapott ki a csapat, ezzel újabb kupaérmet szerezve a szurkolótábornak, és a kupagyőztes csapat licencmegvonása miatt a 2014–2015-ös Európa-liga első selejtezőkörében mérkőzhetett meg európai porondon 18 év után a Diósgyőr. A Birkirkara és a Litex legyőzése után végül a Krasnodar csapatán nem tudott túljutni a DVTK.
A következő szezont jól kezdte a csapat, első 6 meccséből ötöt megnyert, októberben pedig 32 év után győzte le hazai bajnokin a Ferencváros csapatát. Decemberben Georges Griffiths 94. percben góljával 2-1-re legyőzte az Újpestet, és a dobogón telelt a DVTK. A tavasz sajnos nem sikerült ilyen jól, és a csapat következő bajnoki győzelmére májusig kellett várni. A bajnokságban a 7. helyen végzett a DVTK, az utolsó hét fordulóban az időközben távozó Szivics helyett a klub legendás játékosa, Vitelki Zoltán irányításával játszottak.
A 2015–16-os idény elején Bekő Balázs lett a vezetőedző, de az eredmények vele sem jöttek. Első 5 mérkőzéséből négyet elvesztett a csapat, illetve október és december között nyeretlen volt a bajnokságban, és a tavaszi szezon előtt a volt szövetségi kapitány, Egervári Sándor váltotta. Egervári hatására sem javult túlzottan a csapat teljesítménye, azonban egy-két bravúr még ebben a szezonban is akadt, például a Videoton 3 év utáni újboli hazai legyőzése, Novothny 91. perces góljának, és egy döntetlen az Üllőin. Végül a 9. helyet szerezték meg, az immár 12 csapatos bajnokságban.
A 2016-17-es idényt korábbi játékosával, Horváth Ferenccel a kispadon kezdi meg a Diósgyőr. Az első két bajnokin egyaránt győzelmet aratott a rivális Videoton, illetve Újpest ellen, ezt követően azonban zsinórban négy meccset vesztett a csapat, és következő győzelmére egészen a 2. körig kellett várni, amikor ismét a Videotont győzte le. Októberben sor kerül a legutolsó mérkőzésre a régi DVTK-Stadionban, a Ferencváros ellen 2-3-ra kikap a klub. Horváth az MTK elleni 2-3-as vereség után menesztésre kerül, helyére Bódog Tamás érkezik, aki azonnal bravúrral mutatkozil be. Az Újpestet 2-1-re győzte le a csapat, majd a következő héten 1-1-es döntetlent ért el a tabellát vezető Ferencváros otthonában. Az utolsó játéknapon 3-1-es vereséget szenved a DVSC-től, ennek ellenére bent marad az élvonalban, az MTK vereségének köszönhetően.
A 2017-18-as szezonban az elmúlt évek egyik legjobb bajnoki rajtját produkálta a csapat; 7 mérkőzés után 12 ponttal, a dobogó 3. fokán ült a klub. A szeptemberi nyeretlenséget a Vasas 5-0-ás kiütése szakította meg, végül a tabella 6. helyén telelt a csapat. 2018 Márciusában a Ferencváros 2-1-es legyőzésével a DVTK véget vetett a zöldek tavaszi veretlenségének. Ezt követően 9 meccsen át nem tud nyerni a csapat, Bódog Tamás szerződését a Puskás Akadémia elleni hazai vereség után felbontják áprilisban. Helyére korábbi játékos, Fernando Fernandez érkezik. Május 5.-én felavatják az új diósgyőri stadiont, az első mérkőzés azonban egy 1-0-ás vereség a megyei rivális Mezőkövesd ellen. A csapat az utolsó fordulót a legutolsó helyről várja, azonban a már bajnok Videoton 2-1-es legyőzésével, és nem utolsó sorban a Vasas vereségének, illetve a Balmazújváros pontvesztésének köszönhetően bent marad az élvonalban a csapat.
A 2018-19-es szezonban a repülőstart elmaradt, 13 mérkőzés után egy győzelem állt a csapat neve mellett, illetve egy 6-meccses vesztes széria, és a kiesőzónában volt. Ezt követően 8 bajnokin át nem talált legyőzőre a csapat, a jó sorozatot végül egymást követő, megsemmisítő vereségek szakítják meg a fővárosban; a csapat Újpesten 5, Ferencvárosban pedig 7 gólt szenved el. A tavalyi idényhez hasonlóan, a bent maradást most is az utolsó fordulóban biztosította be a klub, az Újpest 3-0-ás legyőzésével.
A 2019-20-as szezon mind a pályán, mind a lelátón borzasztóan indult. A csapat Augusztusban belefutott egy 4-mérkőzésen át tartó vesztes-szériába, és a Videoton elleni, 5-1-es veredég után a szervezett szurkolói csoportok bojkottot hirdettek. Visszatérésükre Novemberig kellett várni. Fernando Fernandezt Szeptemberben menesztik, helyére Feckó Tamás jön. Feckó alatt ismét megtáltosodik a csapat (még ha rövid időre is), és Február és Június között nem talál legyőzőre. A 26. forduló után a 4. helyezést foglalja el a DVTK  a tabellán, azonban a Covid miatti kihagyás után mindössze egy meccset tudott megnyerni, és utolsó 5 találkozóját rendre elveszti a csapat, ami a 9. helyre volt elég.
A 2020-21-es szezont a megyei rivális Mezőkövesd 2-1-es legyőzésével kezdi meg a csapat, ezt azonban előbb egy négy, majd egy kilenc meccses nyeretlenségi sorozat követte. Feckó utolsó meccse a DVTK kispadján a Ferencváros elleni, 1-3-as hazai vereség 2020 decemberében. Az idényt Zoran Zekiç irányítása alatt fejezi be a klub. A Ferencvárost – ezzel véget vetve tavaszi veretlenségülnek – és a Fehérvárt is legyőzi a csapat 2021 elején, azonban további rossz eredmények, és a szezon első felében elvesztegetett pontok megbosszúlták magukat, és  A DVTK 2020-2021-es szezon végén kiesett az élvonalból, 11 egymást követő szezon után. Az NB1-be két évnyi másodosztályban való szereplést követően, az NB II 2022-2023- idényének bajnokaként jutott vissza.
A csapatnak az évek során számos tulajdonosa volt, a megszűnésnek és egyesüléseknek köszönhetően. 2009. július 17-én az önkormányzati tulajdonú Diósgyőri Sportlétesítményeket Működtető Kht. lett a csapat tulajdonosa, mellé 2010. szeptember 18-án 51,6%-ban az Arago ZRt. leányvállalata, a Borsodsport Invest Kft. lett a többségi tulajdonos.
2021 januárjában az Arago Zrt. eladta a Borsodsport Invest Kft.-t így a klubnak Szíjj László lett az új tulajdonosa a Borsodi Sport Holding Kft.-n keresztül

### A DVTK címerei
A DVTK címere nem sokat változott az évek során, kivéve a rendszerváltás utáni időszakot, amikor az önállósodás útjára lépve a csapat felvette a DFC nevet. Újraalapításakor a modernebbnek ható piros-fehér kombinációt használták, majd a 2006-os évtől újra az aranykeretes címert láthatjuk a mezeken.

## A Diósgyőr válogatott játékosai

### Az „A” válogatottban szerepelt labdarúgók
- Berecz István: Az 1941-es budapesti, jugoszlávok elleni mérkőzésen szerepelt. A mérkőzés alatt jobbösszekötő poszton játszott. Egyszeres válogatott játékos, aki elsőként képviselte a diósgyőri színeket a magyar labdarúgó válogatottban.
- Füzér János: 1942-ben, Horvátország ellen jobbszélsőként volt tagja a nemzeti válogatottnak.
- Károlyi József: A magyar válogatott kapusaként 1947-ben, a Jugoszlávia elleni mérkőzésen viselte először a címeres mezt. Később az Újpest csapatához kerülve további két alkalommal őrizte a nemzeti tizenegy hálóját.[19]
- Dudás Zoltán: 1955-ben, Prágában volt először (egyben utoljára) diósgyőriként válogatott, de később a Budapesti Honvéd csapatából is bekerült a legjobbak közé.
- Szigeti Oszkár: Az 1958. április 20-i, Jugoszlávia elleni mérkőzésen Grosics, Mátrai és Sipos mellett volt a védelem tagja.
- Solymosi Ernő: Húszéves korában lett először válogatott játékos, amit diósgyőri színekben még 7, újpestiként 30 további szereplés követett. A hatvanas évek egyik legismertebb magyar játékosa volt.
- Tamás Gyula: 1967–69 között nyolc alkalommal diósgyőri játékosként, később még háromszor a Vasas kapusaként képviselte hazánkat a válogatottban.[19]
- Tatár György: Összesen 11 alkalommal szerepelt a nemzeti tizenegyben, mindvégig diósgyőri játékosként. Az 1978–80 közötti időszakban öt alkalommal volt eredményes a válogatottban.
- Kutasi László: Hat válogatottságot ért el. 1979-ben négyszer játszotta végig a mérkőzések 90 percét, kétszer lecserélték.
- Szántó Gábor: Diósgyőrből ő volt a tizedik válogatott játékos. Nyolc alkalommal képviselte a DVTK színeit a magyar válogatottban. Később a Ferencvárosból is meghívták a nemzeti csapatba.
- Salamon József: Három alkalommal szerepelt a nemzeti csapatban. Ezalatt a csapatkapitányi karszalagot is viselhette.
- Borostyán Mihály: Szántóval és Salamonnal együtt 1979-ben Nyíregyházán volt először válogatott. Később még négy alkalommal lépett pályára dr. Lakat Károly szövetségi kapitány bizalmából.
- Egressy Gábor: 1996–2001 között volt válogatott, miközben 1998–1999 között a Diósgyőri FC játékosaként szerepelt, összesen 5 alkalommal a válogatottban..[19]
- Köteles László: A DVTK kapusa 2008–2009 között volt a nemzeti válogatott keretének tagja, pályára nem lépett.[96][97]
- Rudolf Gergely: Egyetlen Diósgyőr-beli válogatottsága a Belekben edzőtáborozó csapat Fehéroroszország elleni mérkőzésén kapott 45 percet.[87]
- Futács Márkó: 2014. március 5-én a Finnország elleni barátságos mérkőzésen debütált a válogatottban, összesen háromszor képviselte a miskolci csapatot.
- Elek Ákos: 13 évvel az utolsó diósgyőri pályára lépő után, 2012. szeptember 7-én a 75. percben Hajnal Tamást váltva szerepelt a válogatottban először diósgyőriként, sorrendben tizenkilencedik alkalommal.[98] Azóta még tizenkétszer szerepelt a nemzeti tizenegyben, ezzel holtversenyben ő lett a válogatottba legtöbbször bekerült diósgyőri labdarúgó, Ő az egyetlen diósgyőri játékos, aki világversenyen képviselhette a csapatot, a 2016-os Európa-bajnokságon.
- Kádár Tamás: 2013 első válogatott mérkőzésén a beleki edzőtáborban barátságos meccsen Fehéroroszország ellen első alkalommal a DVTK színeiben, utána még tizenkét alkalommal képviselte a klubot. Elek Ákossal holtversenyben a legtöbbször válogatottba került labdarúgó.
- Ugrai Roland: 2018-as világbajnoki selejtezők alatt Svájc ellen lépett pályára először a válogatottban, amelyet 5-2-re elvesztett a nemzeti csapat. A második magyar gólt Ugrai szerezte.
- Gera Dániel: 2024-es Nemzetek Ligájában szerepelt először a válogatottban Hollandia ellen, amely 1-1-es döntetlenben ért véget.

### A DVTK külföldi válogatott labdarúgói
- Hysen Memolla az Albán labdarúgó-válogatott tagja, 2020-2021 között futballozott Diósgyőrben.
- Vicente Arze a Bolíviai labdarúgó-válogatott tagja, 2011-2012-ben futballozott Diósgyőrben.[99]
- Đorđe Kamber a Bosznia-hercegovinai labdarúgó-válogatott tagja, 2008-2009-ben futballozott Diósgyőrben.
- Artur Pikk az Észt labdarúgó-válogatott tagja, 2021-ben futballozott Diósgyőrben.
- Murtaz Dausvili a Grúz labdarúgó-válogatott tagja, 2016-2017-ben futballozott Diósgyőrben
- Goran Milović a Horvát labdarúgó-válogatott tagja, 2021-ben futballozott Diósgyőrben.
- Bojan Brnović a Jugoszláv labdarúgó-válogatott tagja, 2010-ben futballozott Diósgyőrben.[100]
- Haman Sadjo a Kameruni labdarúgó-válogatott tagja, két ízben, 2007-ben és 2010-ben futballozott Diósgyőrben.[101]
- Manjrekar James a Kanadai labdarúgó-válogatott tagja, 2015-2016 között futballozott Diósgyőrben.[102]
- Florent Hasani a Koszovói labdarúgó-válogatott tagja, 2018-2020 között futballozott Diósgyőrben.[103]
- Foxi Kéthévoama a Közép-afrikai labdarúgó-válogatott tagja, 2006-2007-ben futballozott Diósgyőrben.[104]
- Vitālijs Jagodinskis a Lett labdarúgó-válogatott tagja, 2016 és 2017 között futballozott Diósgyőrben.
- Victor Carr a Libériai labdarúgó-válogatott tagja, 2007-ben futballozott Diósgyőrben.[105]
- Joachim Adukor a Libériai labdarúgó-válogatott tagja, 2019 és 2020 között futballozott Diósgyőrben.[106]
- Mindaugas Malinauskas a Litván labdarúgó-válogatott tagja, 2010-ben futballozott Diósgyőrben.[107]
- Mirko Ivanovski a Macedón labdarúgó-válogatott tagja, 2019-2021 között futballozott Diósgyőrben.[108]
- Vlado Jeknić a Montenegrói labdarúgó-válogatott tagja, 2009-2010-ben futballozott Diósgyőrben.[109]
- Gheorghe Grozav a Román labdarúgó-válogatott tagja, 2020-2021 között futballozott Diósgyőrben.
- Ion Petcu egykori román válogatott, 1991-1992-ben futballozott Diósgyőrben.
- Romulus Gabor egykori román válogatott, 1991-1992-ben futballozott Diósgyőrben.[110]
- Dobay István egykori román válogatott, 1945-1946-ban futballozott Diósgyőrben.[111]
- Abass Rassou a Ruandai labdarúgó-válogatott tagja, 2007-ben futballozott Diósgyőrben.[112]
- Martin Juhar a Szlovák labdarúgó-válogatott tagja, 2018-2019-ben futballozott Diósgyőrben[113]
- Michal Hanek a Szlovák labdarúgó-válogatott tagja, 2012-2014-ben futballozott Diósgyőrben.[114]
- Euloge Ahodikpe: Őt is Togo válogatottjába hívták be 2009 februárjában.[115]
- Kassim Guyazou: A játékost a DVTK labdarúgójaként behívták Togo válogatottjának keretébe. Guyazou időközben távozott a diósgyőri klubtól.[116]

### A „B” válogatottban szerepelt labdarúgók
A „B” keret játékosai azonos vagy magasabb szintű válogatottak ellen szerepeltek.

Felföldi Sándor (1939. 1/0), Bohus Lajos (1941. 1/0), Dobó Zoltán (1953. 1/2), Dudás Zoltán (1955. 2/0), Szigeti Oszkár (1956–59 13/0), Iván József (1958. 4/2), Török Sándor (1958–59. 3/0), Tóth László (1958–59. 5/0), Werner Gyula (1959. 1/0), Paulás Tibor (1958. 1/0), Solymosi Ernő (1960. 2/0), Tamás Gyula (1964–66. 4/0), Szurgent Lajos (1967. 2/1), Sikora Ferenc (1967. 3/0), Szucsányi András (1968. 1/0), Veréb György (1976–80. 3/0), Salamon József (1977–81. 4/0), Fekete László (1977–79. 4/1), Szántó Gábor (1979. 2/0), Tatár György (1978. 1/0), Oláh Ferenc (1979. 2/0), Fükő Sándor (1979. 2/0), Borostyán Mihály (1980–81. 3/1)
*A zárójelben az év mellett a játszott mérkőzések és az elért gólok számát találhatjuk.

### Az utánpótlás válogatottban szerepelt labdarúgók
Az utánpótlás keret játékosai azonos vagy magasabb szintű válogatottak ellen szerepeltek.

Turbéki I. (1942./1x), Dudás Z. (1954./2x), Szigeti O. (1956./2x), Csányi J. (1957./1x), Werner Gy. (1957–60./13x), Iván J. (1957–58./2x), Solymosi E. (1959./2x), Perecsi T. (1961./2x), Ráczi A. (1963–64./2x), Sikora F. (1964./5x), Gál B. (1966–68./9x), Szurgent L. (1967./2x), Salamon J. (1967–75./4x), Veréb Gy. (1970–71./2x), Oláh F. (1974–75./4x), Szabó L. (1974./2x), Koleszárik (1974./1x), Borostyán (1975–83./10x), Fükő (1975./2x), Kerekes (1978./3x), Szlifka (1981–82./2x), Szemere (1982./1x), Gulyás I. (1982–83./4x), Teodoru II. (1982–83./9x), Kiss I. (1983./1x), Lippai (1983./2x), Tóth M. (1988./1x), Huszák (1988./1x), Polyák A. (2003./1x), Máté P. (2004-05./5x), Tisza T. (2004-05./9x), Krajnc (2005./3x), Faggyas M. (2006./1x), Huszák T. (2007), Takács P. (2009./3x), Balajti Á. (2009./4x), Eperjesi G. (2011./3x), Bacsa P. (2011./2x).
*A zárójelben az év mellett a játszott mérkőzések számát találhatjuk.

### Az olimpiai válogatottban szerepelt labdarúgók
Az olimpiai keret játékosai azonos vagy magasabb szintű válogatottak ellen szerepeltek.
- 1959. november 22. Magyarország–Ausztria 2:1, Olimpiai selejtező, Népstadion: Iván.
- 1960. augusztus 29. Magyarország–Peru 6:2, Olimpiai mérkőzés, Nápoly: Solymosi.
- 1960. szeptember 1. Magyarország–Franciaország 7:0, Olimpiai mérkőzés, Róma: Solymosi.
- 1960. szeptember 9. Magyarország–Olaszország 2:1, Olimpiai mérkőzés, Róma: Solymosi.
- 1979. április 18. Románia–Magyarország 2–0, Előselejtező, Pitești: Szántó, Salamon, Kutasi, Oláh, Tatár.
- 1979. május 30. Magyarország–Románia 3–0, Előselejtező, Diósgyőr: Szántó, Kutasi, Oláh, Tatár, Borostyán (1), Fekete (1).
- 1979. október 31. Lengyelország–Magyarország 1–0, Olimpiai selejtező, Wrocław: Szántó, Salamon, Kutasi, Oláh, Tatár, Borostyán.
- 1979. november 14. Magyarország–Lengyelország 2–0, Olimpiai selejtező, Diósgyőr: Veréb, Szántó, Salamon, Kutasi, Oláh, Tatár (1), Fükő (cs), Borostyán, Fekete.
- 1979. november 24. Magyarország–Csehszlovákia 3–0, Olimpiai selejtező, Diósgyőr: Veréb, Szántó, Salamon, Kutasi, Oláh, Tatár (1), Borostyán, Fekete.
- 1980. április 13. Csehszlovákia–Magyarország 2–3, Olimpiai selejtező, Prága: Szántó, Salamon, Kutasi, Tatár (1).
*A zárójelben, a játékosok neve mellett a szerzett találatok száma található; cs=csere.

## Vezetőség
- Miskolc városa és az Arago Zrt., mint tulajdonosok.
  - A kisebbségi tulajdonos Miskolc városa, az önkormányzati tulajdonú Miskolc Holding Önkormányzati Vagyonkezelő Zrt-n (39,95%) és a Diósgyőri Sportlétesítményeket Működtető Kht-n (8,37%) keresztül (Székely Domokos, ügyvezető igazgató) 2009. július 17-től.
  - Többségi tulajdonos 51,6%-ban az Arago Zrt. az általa tulajdonolt Borsodsport Invest Kft-n keresztül (Sántha Gergely, ügyvezető igazgató) 2010. szeptember 18-tól.
- Ügyvezető igazgató: Szabó Tamás.

## Szakmai stáb
2024. novembere 1. szerint.
| Sportigazgató            | Kovács Zoltán       |
| Vezetőedző               | Vladimir Radenković |
| Másodedző                | Jovan Damjanović    |
| Másodedző                | Takács Péter        |
| Erőnléti edző            | Hanák Attila        |
| Kapusedző                | Tuska János         |
| Performance coach        | Dobó László         |
| Videoelemző              | Póti Krisztián      |
| Adatelemző               | Bakó Botond         |
| Orvos                    | Dr. Csákányi István |
| Orvos                    | Dr. Németh Zoltán   |
| Masszőr                  | Vígh Márton         |
| Masszőr                  | Nagy Márton         |
| Fizioterapeuta           | Lukács Dániel       |
| Fizioterapeuta           | Peák Ádám           |
| Sportrehabilitációs edző | Erdélyi Péter       |
| Technikai vezető         | Hegedűs Bence       |

## Játékoskeret
Utolsó módosítás: 2025. július 20.
A vastaggal jelzett játékosok felnőtt válogatottsággal rendelkeznek.
A dőlttel jelzett játékosok kölcsönben szerepelnek a klubnál.
*Második csapatban is pályára lépő játékosok.
Az érték oszlopban szereplő , , és = jelek azt mutatják, hogy a Transfermarkt legutóbbi adatfrissítése előtti állapothoz képest mennyit nőtt, csökkent a játékos értéke, vagy ha nem változott, akkor azt az = jel mutatja.
| Mezszám                | Név               | Nemzetiség      | Születési hely   | Születési idő (kor)           | Korábbi csapat           | Érték (€)          | Szerződés lejárta |
| Kapusok                | Kapusok           | Kapusok         | Kapusok          | Kapusok                       | Kapusok                  | Kapusok            | Kapusok           |
| ---------------------- | ----------------- | --------------- | ---------------- | ----------------------------- | ------------------------ | ------------------ | ----------------- |
| 1                      | Bánhegyi Bogdán   | magyar          | Miskolc          | 2004. február 20. (21 éves)   | Utánpótlásból került fel | 50 000 (=)         | 2026.06.30        |
| 30                     | Karlo Sentić      | horvát          | Dubrovnik        | 2001. június 3. (24 éves)     | HNK Hajduk Split         | 250 000 (=)        | 2026.06.30.       |
| 31                     | Megyeri Gábor     | magyar          | Békéscsaba       | 2002. december 16. (22 éves)  | Budapest Honvéd FC       | 50 000 ( 50 000)   | 2028.06.30        |
| Védők                  |                   |                 |                  |                               |                          |                    |                   |
| 3                      | Szatmári Csaba    | magyar          | Debrecen         | 1994. június 14. (31 éves)    | Debreceni VSC            | 450 000 (=)        | 2027.06.30.       |
| 4                      | Marco Lund        | dán             | Ansager          | 1996. június 30. (29 éves)    | IFK Norrköping           | 500 000 ( 50 000)  | Nem publikus      |
| 5                      | Kecskés Ákos      | magyar          | Hódmezővásárhely | 1996. január 6. (29 éves)     | AÉ Lemeszú               | 300 000 ( 150 000) | Nem publikus      |
| 6                      | Bárdos Bence      | HUN             | Ózd              | 1998. február 5. (27 éves)    | Utánpótlásból került fel | 300 000 ( 50 000)  | 2028.06.30        |
| 11                     | Gera Dániel       | magyar          | Budapest         | 1995. augusztus 29. (29 éves) | Ferencvárosi TC          | 600 000 ( 50 000)  | 2026.06.30        |
| 15                     | Siniša Saničanin  | bosnyák         | Prijedor         | 1995. április 24. (30 éves)   | FK Partizan              | 400 000 (=)        | 2026.06.30.       |
| 22                     | Bokros Szilárd    | magyar          | Kistarcsa        | 2000. március 28. (25 éves)   | Puskás Akadémia FC II    | 175 000 ( 25 000)  | 2026.06.30        |
| 85                     | Szakos Bence      | magyar          | Miskolc          | 2007. február 22. (18 éves)   | Utánpótlásból került fel | 75 000 (=)         | 2028.06.30        |
| 88                     | Demeter Milán     | HUN             | Miskolc          | 2005. február 21. (20 éves)   | Utánpótlásból került fel | 125 000 ( 25 000)  | Nem publikus      |
| Középpályások          |                   |                 |                  |                               |                          |                    |                   |
| 14                     | Csatári Gergő*    | HUN             | Debrecen         | 2003. február 26. (22 éves)   | Utánpótlásból került fel | 125 000 (=)        | Nem publikus      |
| 16                     | Komlósi Bence     | magyar          | Miskolc          | 2005. szeptember 1. (19 éves) | Utánpótlásból került fel | 125 000 (=)        | Nem publikus      |
| 20                     | Bényei Ágoston    | HUN             | Tiszavasvári     | 2003. április 3. (22 éves)    | Debreceni VSC            | 350 000 ( 25 000)  | 2026.06.30.       |
| 24                     | Ante Roguljić     | horvát          | Split            | 1996. március 11. (29 éves)   | Anórthoszi Ammohósztu    | 275 000 ( 25 000)  | Nem publikus      |
| 25                     | Holdampf Gergő    | HUN             | Sopron           | 1994. július 31. (30 éves)    | Szombathelyi Haladás     | 325 000 (=)        | 2026.06.30.       |
| 44                     | Anderson Esiti    | Nigéria         | Warri            | 1994. május 24. (31 éves)     | Zalaegerszegi TE         | 250 000 ( 50 000)  | 2026.06.30.       |
| 50                     | Álex Vallejo      | spanyol         | Vitoria-Gasteiz  | 1992. január 16. (33 éves)    | FKS Stal Mielec          | 250 000 ( 50 000)  | 2026.06.30.       |
| 94                     | Rudi Požeg Vancaš | szlovén         | Novo mesto       | 1994. március 15. (31 éves)   | FC Koper                 | 400 000 ( 50 000)  | 2026.06.30.       |
| Támadók                |                   |                 |                  |                               |                          |                    |                   |
| 8                      | Ivan Šaponjić     | szerb           | Nova Varoš       | 1997. augusztus 2. (27 éves)  | Videoton FC Fehérvár     | 250 000 ( 150 000) | Nem publikus      |
| 9                      | Sajbán Máté       | magyar          | Budapest         | 1995. december 19. (29 éves)  | Zalaegerszegi TE         | 250 000 ( 75 000)  | Nem publikus      |
| 11                     | Jurek Gábor       | magyar          | Miskolc          | 2004. június 4. (21 éves)     | Utánpótlásból került fel | 325 000 (=)        | Nem publikus      |
| 17                     | Elton Acolatse    | holland · Ghána | Amszterdam       | 1995. július 25. (29 éves)    | MSZ Asdód                | 450 000 ( 50 000)  | 2027.06.30        |
| 34                     | Mucsányi Márk     | magyar          | Budapest         | 2001. november 16. (23 éves)  | Újpest FC                | 250 000 ( 50 000)  | 2028.06.30        |
| 67                     | Sáreczki Szabolcs | magyar          | Kazincbarcika    | 2006. április 6. (19 éves)    | Utánpótlásból került fel | 50 000 (=)         | 2028.06.30        |
| Kölcsönadott játékosok |                   |                 |                  |                               |                          |                    |                   |
| Név                    | Poszt             | Nemzetiség      | Születési hely   | Születési idő (kor)           | Kölcsönben itt           | Érték (€)          | Kölcsön lejárta   |

## Visszavonultatott mezszámok
- 13 –  Rakaczki Bence (végleg)[121]
- 77 –  José Luque (2023-ig)[122]

## Stadion
Az első stadion 1911-ben készült el salakos játéktérrel, fából készült lelátóval. A második stadion felavatására 1939. június 25-én került sor. A stadionban rendezett első mérkőzésen a DiMÁVAG együttese a Kispest ellen győzedelmeskedett 6:2 arányban. 1968-ban felújították, akkor ez volt a vidék legnagyobb stadionja, eredetileg több mint 20 000 embert volt képes befogadni. A klubházat 2006-ban újították fel, 2010-ben pedig átadták az új, fedett, ülőhelyekkel felszerelt modern lelátórészt a „napos” oldalon. A 2007–08-as szezonban szponzoráció keretében a stadion neve DVTK Borsodi Aréna volt.
A harmadik stadion 2018-ra készült el, a régit lebontották, és új korszerű létesítményt emeltek a helyén. Az új stadiont 2018 májusában adták át, beruházás költsége 13 milliárd forint volt. Befogadó képessége 14 655 fő, mind ülőhely. A stadion első hivatalos mérkőzésén a csapat 1–0-ra kikapott a Mezőkövesdtől.
A stadion számos módon megközelíthető. A tömegközlekedést igénybe véve a városban az 1-es számú villamosjárattal, valamint 1-es, 6-os és a 29-es számú autóbuszokkal. Személygépkocsival pedig Budapest irányából a 3-as számú főúton, a Búza-téren keresztül, az északi tehermentesítőn és a Győri-kapun keresztül.

### Legmagasabb nézőszámú bajnoki mérkőzések a DVTK-Stadionban
| Dátum      | Mérkőzés         | Nézőszám |
| 1968.11.27 | DVTK 1 – 2 FTC   | 35,000   |
| 1992.06.20 | DVTK 0 – 2 FTC   | 30,000   |
| 1969.04.04 | DVTK 0 – 0 FTC   | 30,000   |
| 1970.04.26 | DVTK 1 – 1 UTE   | 25,000   |
| 1975.11.15 | DVTK 0 – 0 FTC   | 25,000   |
| 1978.02.25 | DVTK 2 – 0 FTC   | 25,000   |
| 1978.11.25 | DVTK 1 – 0 FTC   | 25,000   |
| 1978.03.15 | DVTK 0 – 0 Vasas | 25,000   |
| 1976.10.16 | DVTK 3 – 2 FTC   | 25,000   |
| 1975.04.05 | DVTK 1 – 1 FTC   | 25,000   |
| 1997.08.23 | DVTK 0 – 2 UTE   | 22,000   |
| 1998.05.23 | DVTK 0 – 2 FTC   | 22,000   |
| 1982.09.18 | DVTK 2 – 2 FTC   | 22,000   |
| 1970.11.28 | DVTK 1 – 1 FTC   | 20,000   |
| 1971.03.21 | DVTK 0 -1 UTE    | 20,000   |
| 1993.05.02 | DVTK 0 – 4 FTC   | 20,000   |

## Eredmények

### Nemzeti

#### Élvonalbeli bajnoki szereplések
Bajnoki szempontból egyértelműen az 1977–81 közötti időszak a klub legszebb érája, a két kupagyőzelem és a bajnoki bronz is ezt mutatja.
| Jelmagyarázat |                    |
|               | Aranyérem          |
|               | Ezüstérem          |
|               | Bronzérem          |
|               | Kiesés az NB II-be |

| Idény   | Helyezés | Idény   | Helyezés | Idény     | Helyezés | Idény   | Helyezés |
| ------- | -------- | ------- | -------- | --------- | -------- | ------- | -------- |
| 1940–41 | 6. hely  | 1941–42 | 8. hely  | 1942–43   | 12. hely | 1943–44 | 11. hely |
| 1945–46 | 6. hely* | 1950    | 8. hely  | 1951      | 11. hely | 1952    | 13. hely |
| 1954    | 9. hely  | 1955    | 12. hely | 1957–58   | 9. hely  | 1958–59 | 9. hely  |
| 1959–60 | 5. hely  | 1960–61 | 14. hely | 1963. ősz | 11. hely | 1964    | 14. hely |
| 1966    | 9. hely  | 1967    | 7. hely  | 1968      | 13. hely | 1969    | 13. hely |
| 1970    | 8. hely  | 1970–71 | 12. hely | 1971–72   | 12. hely | 1972–73 | 15. hely |
| 1974–75 | 11. hely | 1975–76 | 14. hely | 1976–77   | 10. hely | 1977–78 | 6. hely  |
| 1978–79 | 3. hely  | 1979–80 | 12. hely | 1980–81   | 15. hely | 1981–82 | 14. hely |
| 1982–83 | 9. hely  | 1983–84 | 16. hely | 1991–92   | 14. hely | 1992–93 | 13. hely |
| 1997–98 | 11. hely | 1998–99 | 8. hely  | 1999–00   | 16. hely | 2004–05 | 9. hely  |
| 2005–06 | 8. hely  | 2006–07 | 9. hely  | 2007–08   | 13. hely | 2008–09 | 12. hely |
| 2009–10 | 16. hely | 2011–12 | 7. hely  | 2012–13   | 10. hely | 2013–14 | 5. hely  |
| 2014–15 | 7. hely  | 2015–16 | 9. hely  | 2016-17   | 10. hely | 2017-18 | 10. hely |
| 2018-19 | 10. hely | 2019-20 | 9. hely  | 2020-21   | 11. hely | 2023-24 | 7. hely  |

* A bajnokságot keleti és nyugati csoportra osztották. A csapat a következő szezonban nem indulhatott az élvonalban.
- NB I
  -  Bronzérmes (1): 1979
- NB II
  -  Bajnok (7): 1949/50, 1953, 1956, 1962/63, 1973/74, 2010/11, 2022/23
  - Feljutott az első osztályba, de nem bajnokként (5): 1939/40, 1965, 1990/91, 1996/97, 2003/04[131]
- Magyar Kupa
  -  Győztes (2): 1977, 1980
  -  Döntős (4): 1942, 1965, 1981, 2013-14
- Ligakupa
  -  Győztes (1): 2014
  -  Döntős (1): 2008

#### Legeredményesebb szereplések a Magyar kupában
| Év      | Legjobb 16 között | Legjobb 8 között | Elődöntőben  | Döntőben |
| ------- | ----------------- | ---------------- | ------------ | -------- |
| 1929–30 | továbbjutott      | kiesett          |              |          |
| 1941–42 | továbbjutott      | továbbjutott     | továbbjutott | 2. hely  |
| 1952–53 | továbbjutott      | kiesett          |              |          |
| 1954–55 | kiesett           |                  |              |          |
| 1965    | továbbjutott      | továbbjutott     | továbbjutott | 2. hely  |
| 1967    | kiesett           |                  |              |          |
| 1970    | továbbjutott      | továbbjutott     | kiesett      |          |
| 1971–72 | kiesett           |                  |              |          |
| 1972–73 | kiesett           |                  |              |          |
| 1974–75 | továbbjutott      | kiesett          |              |          |
| 1975–76 | továbbjutott      | kiesett          |              |          |
| 1976–77 | továbbjutott      | továbbjutott     | továbbjutott | 1. hely  |

| Év      | Legjobb 16 között | Legjobb 8 között | Elődöntőben  | Döntőben |
| ------- | ----------------- | ---------------- | ------------ | -------- |
| 1979–80 | továbbjutott      | továbbjutott     | továbbjutott | 1. hely  |
| 1980–81 | továbbjutott      | továbbjutott     | továbbjutott | 2. hely  |
| 1981–82 | továbbjutott      | kiesett          |              |          |
| 1984–85 | továbbjutott      | továbbjutott     | kiesett      |          |
| 1990–91 | továbbjutott      | kiesett          |              |          |
| 1997–98 | kiesett           |                  |              |          |
| 1998–99 | továbbjutott      | kiesett          |              |          |
| 2006–07 | továbbjutott      | továbbjutott     | kiesett      |          |
| 2007–08 | kiesett           |                  |              |          |
| 2009–10 | kiesett           |                  |              |          |
| 2011–12 | kiesett           |                  |              |          |
| 2013–14 | továbbjutott      | továbbjutott     | továbbjutott | 2. hely  |
| 2023-24 | továbbjutott      | kiesett          |              |          |

### Nemzetközi kupaszereplés
Először 1960-ban járt a DVTK a nemzetközi porondon, a közép-európai kupában kezdett a csapat. Az első, Palermo elleni idegenbeli meccsen Iván és Fekete góljaival 2:1-re nyertek, de a visszavágón 2:0-s győzelemmel az olasz együttes lépett tovább. Ezután a Crvena Zvezda volt a következő ellenfél az 1967-es kiírásban, de akkor sem sikerült a továbbjutás. A közép-európai kupában 1971-ben vett részt a Diósgyőr utoljára, akkor a Lokomotiv Kassát megverve a második körig jutottak, de a Čelik 4–2-es összesítéssel bizonyult jobbnak a diósgyőri együttesnél.
Az 1977-es kupagyőzelemnek köszönhetően a diósgyőri együttes bejutott a kupagyőztesek Európa-kupájába, ahol ellenfele az első fordulóban a török Beşiktas volt. Az első mérkőzésen a DVTK kétgólos vereséget szenvedett, ennek ellenére a visszavágóra több mint húszezer szurkoló váltott belépőt. A mérkőzésen a diósgyőri játékosok látványos 5–0-s győzelmet arattak a török csapat felett. A következő körben a sorsolás a Hajduk Splitet sodorta DVTK útjába. Az első meccsen a diósgyőri csapat győzött 2–1-re Tatár és Váradi góljaival, pedig a szünetben még a jugoszlávok vezettek. A visszavágó hasonló, de fordított eredménnyel zárult. Mivel sem a rendes játékidő, sem a hosszabbítás nem döntött, így büntetőpárbaj következett, melyben a horvát együttesnek kedvezett a szerencse.
Az 1979–80-as szezonban a csapat az UEFA-kupában próbálhatott szerencsét, ahol a német Kaiserslautern együttese akadályozta meg a negyedik fordulóba jutást. A klub az első két fordulóban meggyőző teljesítménnyel győzte le a Rapid Wien és a skót Dundee United együttesét, mely hatására a brit sajtó a kontinens legjobb csapatának nevezte a DVTK-t!
Az 1980-as évben a csapat újra bejutott a KEK-be, azonban a Celtic FC túl nagy falatnak bizonyult a Diósgyőr számára. Ez a szezon egy korszak végét jelentette a csapat számára, és 1998-ig nem került sor újabb nemzetközi kupában való szereplésre. Ekkor a Tornyi Barnabás vezette együttes játszhatott újra nemzetközi mérkőzést az Andrássy úti arénában.
2014-ben a kupagyőztes Újpest licencgondjai miatt az Európa ligában indulhatott a csapat, ahol a máltai és bolgár ellenfeleit legyőzve a harmadik körben búcsúzott a kupa küzdelmeitől a Tomislav Sivic irányította egyesület 1-8 összesítésű eredménnyel.
| Szezon    | Esemény                     | Kör       | Ország        | Klub                 | Eredmény |
| --------- | --------------------------- | --------- | ------------- | -------------------- | -------- |
| 1960      | Közép-európai kupa          | 1. kör    | olasz         | Palermo              | 2–1, 0–2 |
| 1967–1968 | Közép-európai kupa          | 1. kör    | jugoszlávia   | FK Crvena Zvezda     | 0–3, 3–1 |
| 1970–1971 | Közép-európai kupa          | 1. kör    | csehszlovákia | FC Lokomotíva Košice | 2–0, 0–0 |
|           |                             | 2. kör    | jugoszlávia   | NK Čelik             | 1–0, 1–4 |
| 1977–1978 | Kupagyőztesek Európa-kupája | 1. kör    | török         | Beşiktaş JK          | 0–2, 5–0 |
|           |                             | 2. kör    | jugoszlávia   | HNK Hajduk Split     | 2–1, 1–2 |
| 1979–1980 | UEFA-kupa                   | 1. kör    | osztrák       | SK Rapid Wien        | 1–0, 3–2 |
|           |                             | 2. kör    | skót          | Dundee United FC     | 1–0, 3–1 |
|           |                             | 3. kör    | német         | 1. FC Kaiserslautern | 0–2, 1–6 |
| 1980–1981 | Kupagyőztesek Európa-kupája | 1. előkör | skót          | Celtic FC            | 0–6, 2–1 |
| 1998      | Intertotó-kupa              | 1. kör    | málta         | Sliema Wanderers FC  | 2–0, 3–2 |
|           |                             | 2. kör    | török         | Altay SK             | 1–1, 0–1 |
| 2014-15   | Európa-liga                 | 1. kör    | málta         | Birkirkara FC        | 2–1, 4–1 |
|           |                             | 2. kör    | bolgár        | PFK Litex Lovecs     | 2–0, 1–2 |
|           |                             | 3. kör    | orosz         | FK Krasznodar        | 1–5, 0–3 |

Összesítés
| Kiírás                      | M  | Gy | D | V  | RG/KG | G  |
| --------------------------- | -- | -- | - | -- | ----- | -- |
| Közép-európai kupa          | 8  | 4  | 1 | 3  | 9–11  | –2 |
| Kupagyőztesek Európa-kupája | 6  | 3  | 0 | 3  | 10–12 | –2 |
| UEFA-kupa                   | 6  | 4  | 0 | 2  | 9–11  | –2 |
| Intertotó-kupa              | 4  | 2  | 1 | 1  | 6–4   | +2 |
| Európa-liga                 | 6  | 3  | 0 | 3  | 10-12 | –2 |
| Összesen                    | 30 | 16 | 2 | 12 | 34–38 | –4 |

*M: Mérkőzések száma, Gy: Győzelmek száma, D: Döntetlenek száma, V: Vereségek száma, RG/KG: Rúgott gólok száma / Kapott gólok száma, G: Gólarány

## Statisztikák

### Legtöbbször szerepeltek az NB I-ben
| Meccsek száma | Játékos neve   |
| ------------- | -------------- |
| 375           | Salamon József |
| 350           | Oláh Ferenc    |
| 291           | Görgei János   |
| 287           | Veréb György   |
| 269           | Hajas Imre     |
| 266           | Fekete László  |
| 247           | Tatár György   |

### NB I-es góllövőlista
| Gól | Játékos neve                     |
| --- | -------------------------------- |
| 64  | Horváth András                   |
| 63  | Oláh Ferenc                      |
| 55  | Borostyán Mihály, Fazekas Zoltán |
| 51  | Tatár György                     |
| 46  | Füzér János                      |
| 39  | Turbéki István                   |

| Gól | Játékos neve                               |
| --- | ------------------------------------------ |
| 33  | Fekete László, Vass László                 |
| 31  | Sikora Ferenc                              |
| 30  | Tisza Tibor                                |
| 28  | Görgei János                               |
| 27  | Dobó Zoltán, Szurgent Lajos, Egressy Gábor |
| 26  | Fükő Sándor                                |

### Legtöbb bajnokin irányító edzők
| Vezetőedző      | A klubnál eltöltött időszak | Bajnoki mérkőzések száma |
| Szabó Géza      | 1974-81                     | 214                      |
| Preiner Kálmán  | 1965-66, 1972-74            | 105                      |
| Tomecskó József | 1943-44, 1950-52            | 97                       |
| Tornyi Barnabás | 1992, 1996-98, 2009-10      | 96                       |
| Csapkay Károly  | 1939-1942                   | 95                       |
| Teleki Pál      | 1937-39, 1957-58            | 88                       |

### Legeredményesebb játékosok az NB I-ben
| Év      | Játékos neve        | Gólok száma |
| ------- | ------------------- | ----------- |
| 1940–41 | Füzér               | 17          |
| 1941–42 | Fazekas             | 20          |
| 1942–43 | Klimek-Kassai       | 12          |
| 1943–44 | Fazekas             | 12          |
| 1944–45 | Suhai               | 3           |
| 1945–46 | Dobai               | 13          |
| 1950    | Pribelszky, Salamon | 5           |
| 1951    | Csorba              | 13          |
| 1952    | Dobó                | 11          |
| 1954    | Dobó                | 16          |
| 1955    | Tiba                | 13          |
| 1957–58 | Csányi, Papp        | 7           |
| 1958–59 | Pál                 | 10          |
| 1960–61 | Solymosi            | 7           |
| 1963    | Nyíri               | 3           |
| 1964    | Sikora, Kiss II     | 4           |

| Év      | Játékos neve    | Gólok száma |
| ------- | --------------- | ----------- |
| 1966    | Szurgent        | 13          |
| 1968    | Horváth         | 12          |
| 1969    | Fekete F.       | 8           |
| 1970    | Horváth         | 8           |
| 1970–71 | Horváth         | 9           |
| 1971–72 | Horváth         | 6           |
| 1972–73 | Horváth         | 5           |
| 1974–75 | Horváth         | 8           |
| 1975–76 | Kiss, Fekete L. | 4           |
| 1976–77 | Görgei          | 8           |
| 1977–78 | Tatár           | 11          |
| 1978–79 | Tatár           | 9           |
| 1979–80 | Tatár           | 13          |
| 1980–81 | Borostyán       | 8           |
| 1981–82 | Borostyán       | 13          |
| 1982–83 | Borostyán       | 12          |

| Év      | Játékos neve         | Gólok száma |
| ------- | -------------------- | ----------- |
| 1983–84 | Borostyán            | 9           |
| 1991–92 | Petcu                | 5           |
| 1992–93 | Szvisztun            | 5           |
| 1997–98 | Kulcsár              | 13          |
| 1998–99 | Egressy              | 17          |
| 1999–00 | Frunza               | 10          |
| 2004–05 | Tisza T., Egressy G. | 10-10       |
| 2005–06 | Sipeki István        | 6           |
| 2006–07 | Simon Attila, Foxi   | 7           |
| 2007–08 | Simon Attila         | 14          |
| 2008–09 | Tóth Mihály          | 9           |
| 2009–10 | Balajti, Lippai      | 5           |
| 2011–12 | Luque                | 9           |
| 2012–13 | Luque, Tisza T.      | 6           |
| 2013–14 | Futács               | 9           |
| 2014–15 | G. Griffiths         | 7           |
| 2015–16 | Novothny             | 8           |

## Az egyesület nevei
A klub neve a politikai és egyéb nyomásra Diósgyőri MÁVAG-ra, Diósgyőri Vasasra is változott az évek folyamán, majd 1992-ben, a rendszerváltozás után, a felbomló DVTK alapjain alakult meg a Diósgyőri FC.
- Diósgyőr-Vasgyári Testgyakorlók Köre (DVTK) 1910–1938
- Diósgyőri Magyar Állami Vas-, Acél- és Gépgyár Sport Club (DiMÁVAG SC) 1938–1945
- Diósgyőri Vasas Testgyakorlók Köre (DVTK) 1945–1951
- Diósgyőri Vasas 1951–1953
- Diósgyőri Vasas Sport Egyesület (DVSE) 1953–1957
- Diósgyőri Vasgyárak Testgyakorló Köre Miskolc (DVTK-Miskolc) 1957–1992
- Diósgyőr Football Club (DFC) 1992–2000
- Diósgyőri Városrész Testgyakorló Köre (DVTK) 2000–2003
- Diósgyőri Vasgyárak Testgyakorló Köre 1910 (DVTK 1910) 2003–2004
- Diósgyőri Balaton Football Club (majd Diósgyőri VTK-BFC) 2004–2005
- Diósgyőri Vasgyárak Testgyakorló Köre (DVTK) 2005–2007
- Diósgyőri Vasgyárak Testgyakorló Köre-BORSODI (DVTK-Borsodi)[158] 2007–2008
- Diósgyőri Vasgyárak Testgyakorló Köre (DVTK) (jelenlegi) 2008–

### Csapatszínek
- piros-fehér: 1910–1938
- piros-kék: 1938–1957
- piros-fehér: 1957–

## Szurkolók

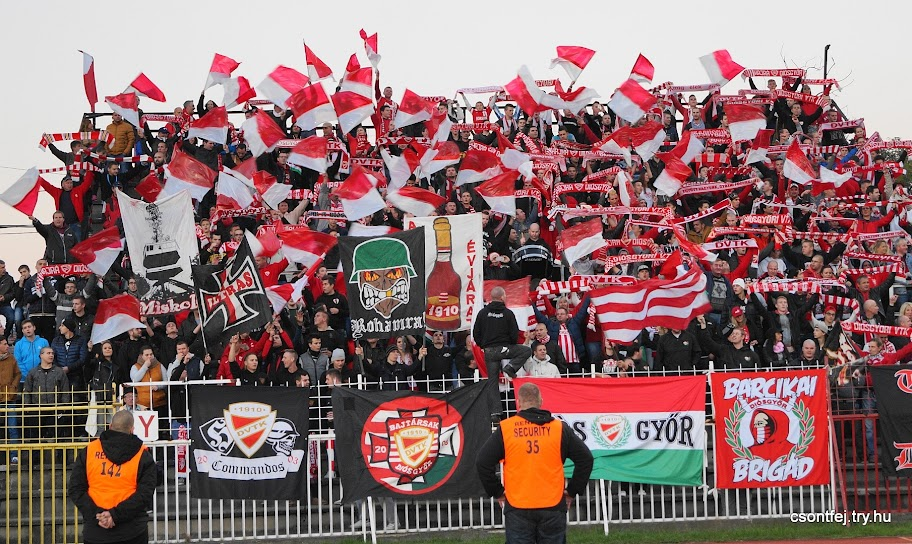
DVTK szurkolók a 2015 október 2.-ai, Ferencváros elleni mérkőzésen.

A DVTK csapata igen lelkes szurkolótáborral rendelkezik, és a városban szinte mindenki rajong a futballért. Egy 2010-es felmérés a DVTK fanatikusok számát 100,000-150,000 körülre becsüli. A Diósgyőr szurkolók nagy része, értelemszerűen, Miskolcon lakik, vagy tette élete korábbi pontján. Mint a megye legnépszerűbb csapata, a DVTK meccseket Kazincbarcikáról, Szerencsről, Putnokról, Méráról, Sajóvámosról és Sátoraljaújhelyről is látogatják. Ezen felül számos más, Borsod megye határain kívül található városokban is vannak DVTK szurkolók, többek között Budapesten, Szegeden és Almásfűzitőn.
A '60-as években a Diósgyőr volt a legnépszerűbb vidéki csapat, legalábbis ami a nézőszámokat illeti. Az 1963-as őszi NB1-es szezonban az átlagnézőszám a csapat hazai meccsein 15,000 volt, ami az egész mezőnyt figyelembe véve a negyedik legmagasabb volt, a Ferencváros, Vasas és Budapest honvéd mögött. Az 1966-os szezonban ismét a Diósgyőr hazai meccseire voltak a legtöbben kíváncsiak a fővároson kívül: Az átlagnézőszám ebben a szezonban is 15,000 volt a DVTK-Stadionban, aminél csak a Ferencváros, Budapest Honvéd és Újpest trió tudott magasabb nézőszámokat produkálni.
1968-ra a tábor az ország második legnagyobbá nőtte ki magát, a hazai mérkőzések nézőszámának átlaga meghaladta a 17,000-et, amit csak a Ferencváros tudott felülmúlni a szezonban. Érdekesség, hogy ugyanebben a szezonban, amikor a DVTK Miskolcon fogadta a zöldeket, 35,000 ember volt kíváncsi az összecsapásra. Ez a mai napig a legmagasabb nézőszámú bajnoki mérkőzés a DVTK-Stadionban. Az évtizedforduló után a nézőszám hatalmasat esett Miskolcon, és az 1972/73-as idényre mindössze 5,000 átlagnéző volt kíváncsi. Az ezt követő szezonban, amit a csapat a másodosztályban töltött, még ennél is kevesebben látogattak ki a hazai mérkőzésekre, itt 3,000 volt az átlagnézőszám. Az évtized végére az átlagnézőszám 7,000 körül volt.
Az 1980-as évtized első felében az átlagnézőszám 8,000-re nőtt, azonban a csapat kieső nb1-es szezonjában, 1984-ben ritka volt a 4,000 feletti hazai nézőszám. A másodosztályban, ahol a csapat a következő 7 szezonját töltötte, az átlagnézőszám Miskolcon rendre a 2,000 és 3,000 között volt. Az 1989/90, 1990/91, 1994/95, 1995/96 és 1996/97 NB2 szezonok során, a Diósgyőré volt a legmagasabb hazai nézőszám. Az 1992/93-as NB1-es szezonban a második legmagasabb nézőszámmal büszkélkedhetett a DVTK (9,000), ami az egész országban csak az FTC-nél volt alacsonyabb.
Az 1997/98-as NB1-es szezonban a DVTK-Stadion átlagnézőszáma 12,000 volt, ezzel története során először volt a klub a legtöbb szurkoló által látogatott csapat az egész országban egy adott szezonban. Abban a kiírásban az öt legmagasabb nézőszámú mérkőzések közül négynek az Andrássy Úti Stadion adott otthont, az Újpest, a Ferencváros, a Győri-ETO, illetve az MTK ellen. Az 1998/99-es szezonban, az ország két legtöbb nézővel rendelkező csapata Észak-Kelet magyarországi klub volt, a DVTK és legfőbb ellenfelük, a Nyíregyháza Spartacus. A nyírségi klub és a Diósgyőr egyaránt 9,000 néző előtt játszották a hazai meccseiket. A DVTK átlagnézőszáma éppen hogy felülmúlta a "spari"-ét, ezzel zsinórban a második szezonban is ők voltak a legnézettebb csapat Magyarországon.
A 2001/02, 2002/03, és a 2003/04-es NB2 szezonok során, a Keleti Csoportban, a DVTK-nak volt a legmagasabb hazai nézőszáma, 3,000. Miután a csapat visszatért a legfelsőbb osztályba, a 2004/05-ös szezonban is Miskolcon érdekelte a legtöbb embert a labdarúgást, így hét éven belül harmadszor is a klubnak volt a legmagasabb nézőszáma. Ez meccsenként 6,700 embert jelentett.
A 2007–08-as szezonban a diósgyőri mérkőzések átlagnézőszáma 5063 volt, amellyel a DVTK az NB I leglátogatottabb csapata volt. A szezoncsúcson 10 ezer szurkoló buzdította a piros-fehér együttest. A 2011-12-es szezonban az átlagos nézőszám 7793 fő, amivel a leglátogatottabb csapat volt az élvonalban, míg a szezoncsúcson 11 398-an voltak a stadionban, ami telt házat jelentett. 

Kijelenthető, hogy a teljes élvonal a csapat ellenfelének tekinthető, azonban különösen rossz a viszony a nyíregyházi ultrákkal, illetve a Ferencváros és az Újpest szurkolóival. A DVTK-szurkolók korábban szimpatizáltak a másik kelet-magyarországi piros-fehér csapat, a DVSC, illetve a Videoton szurkolóival, korábban legendásnak bizonyult a nagy hármas (Vidi-Debrecen-Diósgyőr) barátság, ami napjainkban megkopott. Az elmúlt években baráti kapcsolat alakult ki a Szeged szurkolóival.

## Riválisok

### Nyíregyháza
A klub legnagyobb riválisa a Szabolcs-megyei Nyíregyháza Spartacus. A mérkőzés Kelet-Magyarország egyik legnagyobb összecsapása, és nagy feszültség jellemzi mind a pályán, mind azon kívül. A '90-es, illetve korai 2000-es években gyakran ütközött a két csapat szurkolótábora a mérkőzéseket megelőzően, vagy azok után. 1980-tól 2006-ig minden naptári évben találkozott a két gárda legalább egyszer, azonban a 21. században ritkábban találkoztak a klubok. Összesen 24 alkalommal rendezték meg az összecsapást az élvonalban, illetve 36 másodosztályú mérkőzésen. Minden bajnoki szint tekintetében, a DVTK 24 meccsen tudott nyerni, míg a Nyíregyháza 19 alkalommal.
Először a másodosztályban találkozott a két klub 1946-ban, ami diósgyőri győzelemmel zárult, 2:4 arányban. Ezt követően legközelebb a kupában játszott egymás ellen a két keleti gárda, kettő egymást követő évben. 1967-ben a DVTK jutott tovább, a "spari" 0-4-es legyőzése után, azonban a következő évben már a Szabolcs megyei együttes örülhetett. Az élvonalban először 1980 augusztusában jött létre a párharc, a Nyíregyháza történetének első mérkőzésén az elsőosztályban. A mérkőzést 20,000 ember tekintette meg élőben, a nyíregyházi Városi Stadionban, és végül a hazai közönség örülhetett, miután 2:0 arányban legyőzte a Nyíregyháza a Diósgyőrt. A DVTK első győzelmét az élvonalban a legnagyobb riválisa ellen 1980 decemberében szerezte, Szabó Géza utolsó előtti hazai mérkőzésén. A következő 4 évet mindkét klub a legfelsőbb osztályban töltötte, majd miután a DVTK 16., a Nyíregyháza a 15. helyen zárta az 1983/84-es szezont, mind ketten kiestek. A szezon utolsó fordulójában egymás ellen játszott a két csapat, és a Nyíregyháza 2-7-re legyőzte a Diósgyőrt. Az eredményt végül az MLSZ bundagyanúra hivatkozva törölte, és egy 0-0-ként könyvelte el. Mind két együttes -5 ponttal kezdte a másodosztályt.
1986 szeptemberében a Nyíregyháza először tudta NB2-es mérkőzésen legyőzni a DVTK-t, 3:1 arányban. Ezt követően több mint 3 évig nem tudott a Diósgyőr győzni legnagyobb riválisa ellen, egészen 1989 Novemberéig, amikor 0:1-es végeredménnyel távozott a csapat a Nyíregyházi városi stadionból. 1990-ben a Nyíregyháza először tudott Miskolcon nyerni, 1:2 arányban. 1991-ben, 5 fordulóval a szezon vége előtt, a DVTK a Nyíregyházát fogadta, és 2-0-ra legyőzte. Végül a Diósgyőr a 2., a Nyíregyháza a 4. helyen zárta az idényt, így csak a miskolci gárda jutott fel az élvonalba, rájátszáson keresztül. A következő szezonban a Nyíregyháza ismét az elsőosztályba került, így az 1992/93-as idény 9 év után az első az élvonalban, ahol a keleti-derbi megrendezésre került. Azonban az elsőosztály csupán 2 találkozó erejéig tudott otthont adni a találkozónak, mivel az évad végén mindkét gárda ismét kiesett.
1995-ben a Nyíregyháza 0-1-re tudott győzni Miskolcon, ez mai napig az utolsó idegenbeli győzelmük a DVTK ellen az NB2-ben. 1997-ben a két együttest mindössze 2 pont választotta el egymástól az NB2 keleti csoportjának tabelláján, és végül a DVTK volt az, aki elérte a rájátszást érő, második helyet. Mindezt annak ellenére, hogy az utolsó előtti bajnoki mérkőzésen a Nyíregyháza legyőzte a DVTK-t 1-0-ára, Kovács István 92. percben értékesített büntetője után. A csapat a 3. Kerületi TVE ellen jutott vissza az élvonalba, majd egy évvel később, újra feljutott a Nyíregyháza is. Az 1998/99-es NB1-es szezon utolsó előtti fordulójában a DVTK a Nyíregyházát fogadta, és Egressy révén 1-0-ára legyőzte régiós riválisát. Érdekesség, hogy abban a szezonban a két legmagasabb nézőszámmal rendelkező csapat az egész országban a Diósgyőr (9,300) és a Nyíregyháza (9,000) volt. A következő szezon nyitófordulójában is találkozott a két gárda, ahol hiába volt kétszer is előnyben a Diósgyőr, végül 2-2-re zárult a mérkőzés. A szezon végén a Diósgyőr búcsúzott az élvonaltól, és kis időre megszűnt, és mivel a "spari" a 9. helyen zárta az idényt, a történelem során először fordult elő, hogy a nyírségi klub a DVTK felett volt több osztállyal (a DVTK a 7. osztályban folytatta, majd a Borsod Volán SE-vel való egyesülés után a harmadosztályban).
2001 októberében, miután a Diósgyőr feljutott a másodosztályba, a Nyíregyháza pedig kiesett az élvonalból, ismét találkozott a két rivális. A meccset 0-2-re nyerte a DVTK a városi stadionban. 2003 Júniusában először győzte le a Nyíregyháza hazai pályán a Diósgyőrt a másodosztályban 1997 után. A piros-kék alakulat 3:0 arányban múlta felül borsodi riválisát. A 2003/04-es szezon végén a két csapatot egy helyezés, és egy pont választotta el, a Diósgyőr javára. Áprilisban a "derbi"-n 2-3-as vereséget szenvedett a DVTK a Városi Stadionban, azonban így is a Nyíregyháza előtt zárta a szezont. Ebben az évben az NB1-es csapatok számát 12-ről 16-ra bővítették, így mind a Diósgyőr által elért 4., mind a szabolcsi alakulat 5. helye feljutást ért. Az élvonalban, kis híján 5 év után először, 2004 novemberében találkoztak a felek, egy a "spari" által megnyert 0-1-es mérkőzésen, a DVTK-Stadionban. A szezon második derbije 2005 májusában történt, és a kiesés elől menekülő Nyíregyháza hiába vezetett két góllal is a 78. percig, Tisza és Siminic góljainak köszönhetően végül egy ponttal távozott a DVTK legnagyobb riválisának stadionjából. Az évad végén kiesett a spari, és 2007-ben került vissza az első osztályba.
2009 áprilisában a DVTK 1-0-ra legyőzte legnagyobb riválisát, Lippai révén, ezzel 1999 után először nyert az élvonalban a Nyírségi alakulat ellen. A 2009/10-es szezon után mindkét alakulat a másodosztályban találta magát, ahonnan a DVTK 1 év után vissza is jutott az élvonalba. 2011 áprilisában 4,000 diósgyőri fanatikus indult útnak, a Nyíregyháza elleni derbire. A meccset végül a már amúgy is feljutó DVTK nyerte 2-3-ra. A két együttes legközelebb 2014 Novemberében találkozott, miután a Nyíregyháza visszajutott az élvonalba. A DVTK 2-1-re legyőzte a sparit hazai pályán, miután korai hátrányát ledolgozta, majd 2015 májusában, ismét hátrányból felállva, a Városi Stadionban is legyőzte legnagyobb riválisát.
A DVTK 11 évnyi NB1-eskedés után kiesett az élvonalból 2021-ben, így 6 év után került ismét megrendezésre a "Keleti El-Clasico", amit 4-2-re nyert a Diósgyőr. 2022 márciusában a Nyíregyháza 1-0-ra legyőzte a DVTK-t, ezzel 2004 után először győzték le a borsodi gárdát az NB2-ben. 2023 májusában, egy feszült meccsen játszottak egy 1-1-es mérkőzést a felek a Balmazújvárosi stadionban, ami után a nyíregyházi szurkolók elkezdtek berohanni a pályára, a miskolci szurkolók irányába, így a meccs egy kisebb összezörrenéssel zárult a szurkolók között.

### Ferencváros
A keleti-rangadótól eltekintve, a Diósgyőr legnagyobb ellenfele, a Ferencváros. A DVTK 108 alkalommal csapott össze a fővárosi zöld-fehérekkel a bajnokságban, ezekből 21 alkalommal került ki győztesként, míg a Fradi 70 győzelmet tudhat magáénak. A felek első élvonalbeli találkozása 1940-ben történt, amit 3:6 arányban nyert a Ferencváros, az akkori Diósgyőri Mávag ellen. A következő mérkőzést, néhány hónappal később Budapesten, már a DVTK nyerte, 0-1-re. Miskolcon először 1942 májusában tudott nyerni a Diósgyőr az FTC ellen. Turbéki istván duplázni tudott a mérkőzésen.
Az 1942-es Magyar Kupa döntőjében is összecsapott a két gárda, amit 6:2 arányban tudott megnyerni a Ferencváros. 1944-ben, szintén a Magyar Kupában, a Diósgyőr a Ferencváros elleni vereséggel esett ki, a nyolcaddöntőben. 1958 Márciusában 38,000 ember tekintette meg az Üllői Úton, ahogy a DVTK (DiMÁVAG) 2-0-ás vereséget szenvedett a Ferencvárostól, akkori nevén Budapest Kinizsitől. Ez a két fél által játszott, legmagasabb nézőszámú mérkőzés. 1959-ben, 7 év után tudott nyerni a DVTK a Ferencváros ellen a bajnokságban, 3-2-re. 1972-ben 29 év után tudott bajnoki mérkőzést nyerni az Üllői Úton a Diósgyőr, Gass István góljával 0-1-re győzték le a zöld-fehéreket. Az 1976-os Magyar Kupában a legjobb nyolc között búcsúztatta a Ferencváros a DVTK-t. Az 1977-es Magyar Kupa négyes döntőjében is találkoztak a felek, ahol hiába győzte le az FTC a Diósgyőrt, végül a DVTK történelme során először elhódította a kupát. 1981-ben a kupában és a bajnokságban is nyerni tudott a csapat a fradi ellen; a kupában Borostyán Mihály góljával ejtette ki a csapat a zöldeket, míg a bajnokságban a DVTK 2-0-ra legyőzte a Ferencvárost. Az ezt követő több mint három évtizedben, egészen 2014-ig ez volt a csapat utolsó hazai győzelme a Fradi ellen a bajnokságban. A budapesti gárda 1973 és 1984 között képtelen volt győzni Miskolcon, végül 1984 márciusában, 1:3 arányban győzelemmel tudtak távozni. 1998-ban ismét kiejtette a DVTK a Ferencvárost a kupából, 2:1 arányban. A következő évben, a bajnokságban egy fordulatos mérkőzésen 3-4-re tudott nyerni a Diósgyőr az Üllői Úton, ez volt a csapat első bajnoki győzelme a 9. kerületben 1972 óta.
2009-ben, 0-3-as állásnál félbeszakadt a Ferencváros-Diósgyőr bajnoki, miután a hazai szurkolók egy része a pályára rontott, és különböző tárgyakat dobtak a pályára. A szövetség 0-3-as végeredménnyel a DVTK javára ítélte a 3 pontot. 2014-ben, előbb májusban kiejtette a csapat a Ferencvárost a Ligakupából, majd októberében 32 év után nyert hazai pályán bajnokit az FTC ellen, miután az Acélváros Grumic és Takács góljaival 2-1-es győzelmet aratott. 2016 októberében, telt ház előtt búcsúztatta a Diósgyőr stadionját, a Ferencváros elleni bajnoki alkalmával. 2:3 arányban az FTC nyerte a mérkőzést. 2018-ban 2021-ben, és 2024-ben a DVTK törte meg a Ferencváros tavaszi veretlenségét. 2017-ben és 2024-ben is találkoztak a felek a kupában, mindkét alkalommal az FTC jutott tovább.

### Újpest
A klub egyik legnagyobb riválisa a főváros második legnagyobb szurkolótáborral rendelkező csapata, az Újpest. A DVTK 117 alkalommal találkozott a lila-fehérekkel a bajnokságban, amiből 22-őt tudott megnyerni, míg az Újpest 54-et. Először 1940 októberében találkoztak a csapatok egy 4-4-es eredménnyel véget érő mérkőzésen. 1964 májusában 10 év után tudott a DVTK nyerni a bajnokságban az UTE ellen. Ez volt a csapat első hazai győzelme a lilák ellen 1944 óta a ligában. 1942-ben és 1965-ben a Magyar Kupából kiejtette az akkor még egy osztállyal feljebb játszó Újpestet. 1967-ben, és 1975-ben pedig a lila-fehérek búcsúztatták a Diósgyőrt a kupából. A csapatok az 1977-es Magyar Kupa Négyes döntőjében is találkoztak, ahol 4:1 arányban múlta felül a borsodi csapat az UTE-t, majd a kupát is elhódította. 1981-ben a DVTK ismét kiejtette a lilákat a Magyar Kupából. A csapatok a 2014-es Magyar Kupa döntőjében is találkoztak, amit büntetők után az Újpest nyert.
1954 és 1998 között a DVTK nyeretlen volt bajnokin a Megyeri úton. A csapat itt szenvedte el története legnagyobb vereséget, egy 0-9-et, 1968-ban. Végül az 1998/99-es szezon első fordulójában győzni tudott a Diósgyőr 1:3 arányban, ezzel 4 évtized után tudott ismét ligameccset nyerni a piros-fehér alakulat a 4. kerületben. 1966 és 1999 között Miskolcon nem tudta a DVTK bajnoki mérkőzésen legyőzni az Újpestet. Végül 1999 augusztusában 4-1-re nyert a Diósgyőr a fővárosi csapat ellen. 2006-ban A DVTK 0:3 arányban győzte le az Újpestet a Szusza Ferenc Stadionban, ezzel megszerezvén első megyeri úti győzelmét a 21. században. 2012 és 2017 között a DVTK mind a 6 hazai mérkőzését megnyerte az Újpest ellen. Ilyen korábban sosem fordult elő. 2019 májusában, az Újpest 3-0-ás legyőzésével maradt bent a csapat az első osztályban. Legutoljára idegenben, 2019-ben tudott nyerni az Újpest ellen a DVTK, igaz, a Fáy Utcában.

### Budapest Honvéd
A két csapat több mint 100 alkalommal találkozott az élvonalban, amik közül 28 alkalommal a DVTK, 58 alkalommal a Budapest Honvéd hagyta el győztesen a pályát. Először 1940-ben játszott egymással a bajnokságban a Diósgyőr és a Kispest, amit 0-1 arányban nyert a miskolci gárda. Hazai pályán először 1943-ban verte a Kispestet a DVTK. A következő két évtizedben a DVTK mindössze kétszer tudta legyőzni a Honvéd csapatát, 1957-ben, és 1966-ban. 1955-ben a Honvéd kiejtette a DVTK-t a magyar kupából. 1967-ben 10 év után tudott ismét győzni a csapat a Honvéd stadionjában, 1-4-re. Egészen 2006-ig ez volt az utolsó bajnoki győzelme a csapatnak a 19. kerületben, amikor a DVTK egy gólos győzelemmel távozott a Bozsik-Stadionból. 1985-ben, a Magyar Kupa elődöntőjében 1-0-ra győzni tudott a Kispest Miskolcon, ezzel bejutottak a döntőbe. Az 1990/91-es Kupasorozatban a nyolcaddöntőben várta a Honvéd a Diósgyőrt. Miután az odavágót 3:2 arányban a DVTK nyerte, a visszavágón pedig gólnélküli döntetlen született, továbbjutott a Diósgyőr. Az 1997/98-as szezon nyitófordulójában a frissen visszatérő DVTK Miskolcon fogadta a Budapest Honvéd csapatát. A Diósgyőr 5-1-re győzte le a Kispestet, ezzel több mint 20 év után győzték le a piros-feketéket az élvonalban.
2004 és 2008 között a Honvéd nyeretlen volt a Diósgyőr ellen a bajnokságban, végül 2008 augusztusában, Herczegfalvi mesterhármasát követően tudott újra nyerni a kispesti csapat, 3-1-re. 2014 áprilisában 6 év után először tudta a DVTK bajnoki mérkőzésen legyőzni a Kispestet idegenben, 2-1-re. 2016-ban 7 év után tudott Miskolcon nyerni a Honvéd a bajnokságban, 2-1-re.

### Fehérvár
A Diósgyőr szurkolói a '90-es, illetve 2000-es években igen jó viszonyt ápoltak az akkor még Videoton néven futó csapat ultráival. Az álaluk, illetve Debrecen által megalkotott "paraszt-háromszög" azonban a 2010-es évekre alább hagyott, és míg a DVTK és DVSC ultrái között azóta töretlen a barátság, ma már a Fehérvár a klub egyik legnagyobb riválisának számít.
A két csapat 80 alkalommal feszült egymásnak az élvonalban, amiből 25-öt a DVTK, 44-et a "Vidi" nyert meg. Az első összecsapásra 1968-ban került sor. Ugyanezen év augusztusában a csapat megszerezte első győzelmét a Videoton ellen, egy 2-0-ra megnyert mérkőzésen, amit a helyszínen, Miskolcon 18,000 ember tekintett meg élőben. 1970 októbere és 1976 augusztusa között a csapat nyeretlen volt a piros-kék alakulat ellen. A rossz sorozat 1976 augusztus 20-án ért véget, miután Oláh Ferenc góljával 1-0-ra nyert a DVTK a Videoton ellen. 1978 márciusában, Borostyán duplájának köszönhetően, történelme során harmadszor nyert a Sóstói Stadionban a DVTK. Ezt négy év nyeretlenség követte a "nyugati-tirpákok" ellen, egészen 1982 októberéig kellett várni az újabb diósgyőri sikerre. 1979 májusában a Videoton megtörte a Diósgyőr hazai, egy és fél éves veretlenségi sorozatát, miután 1-0-ra nyert Miskolcon, Csongrádi Ferenc góljával.
1992 májusában Ion Petcu duplájának köszönhetően nyert ismét a Videoton ellen a csapat. 1996-ban osztályozót játszott egymás ellen a két együttes, miután a DVTK a másodosztályban 3. lett, míg a Vidi az NB1-ben a 13. helyen végzett. Az első mérkőzést 2-1-re nyerték a fehérváriak, majd a visszavágón a 97. percben lőtt góllal állították be a 2-2-es végeredményt, így 4-3-as összesítés után a Videoton folytathatta az élvonalban. 1997-ben Kiser László góljának köszönhetően 20 év után nyert újra bajnokit Fehérváron a Diósgyőr. 1998 júniusában, a szezon utolsó fordulójában, egy emlékezetes mérkőzésen verte 4-1-re emberhátrányban a DVTK a Videotont. Az akkor már 49 éves kapus, Veréb György, ezen a mérkőzésen fejezte be pályafutását, miután a 2. félidőben kapus hiányában kénytelen volt pályára lépni. Veréb kapott gól nélkül hozta le a mérkőzést, és még egy tizenegyest is hárított. 1968 óta volt a DVTK keretének tagja.
2008 Szeptemberében 15 év után nyert bajnoki mérkőzést a Videoton a DVTK-Stadionban. A 2014-es Ligakupa döntőjében, hazai pályán verte 2-1-re a nyugati csapatot a Diósgyőr. 2016 júniusában Bognár duplájának köszönhetően 1998 után nyert újra idegenben a DVTK a Vidi ellen. 2018 júniusában, a szezon utolsó fordulójában 2:1 arányban múlta felül a DVTK az akkor már bajnok Videoton csapatát. Győzelmének köszönhetően, és annak, hogy a Vasas kikapott, illetve a Balmazújváros ikszelt, bebiztosította helyét az NB1 2018/19-es szezonjában a csapat.

### Diósgyőr induló

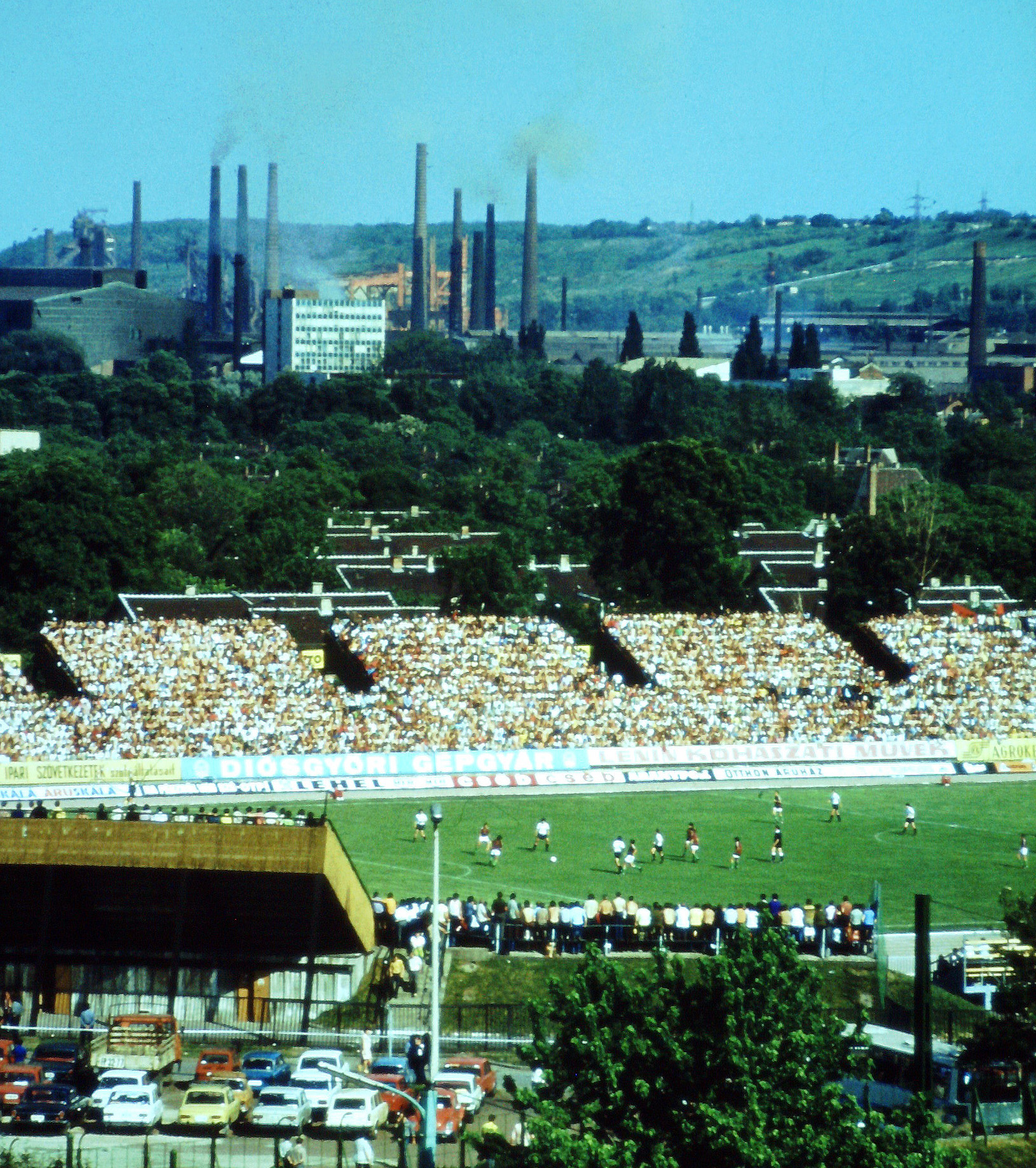
A DVTK stadionja 1979-ben

Szombaton délelőtt már a meccsre gondolok,

Szerdától várom én ezt a szép napot.

A mérkőzés reggelén, már azt is jól tudom,

Hogy délután győz a csapatom.

Hétvége, forduló csak a meccsre gondolok,

Fújhat szél eshet hó, én mindig itt vagyok!

Zúg a szép volt fiúk, ha gólokat lövünk 

Piros-fehér a címerünk!

Refrén: 

Hajrá, Diósgyőr! (Diósgyőr!)

Gyerünk a zöld gyepre vár ránk a labda! (A labda)!

Hajrá, Diósgyőr! (Diósgyőr!)

Jöttünk mert biztos, hogy győz a csapat ma! (A csapat ma!)

Hajrá, Diósgyőr! (Diósgyőr!)

Kacagva süt ránk az égről a nap,

Együtt vagyunk, győzni fogunk, elvisszük, nem hagyjuk a pontokat!
Hétvége, forduló csak a meccsre gondolok,

Fújhat szél eshet hó, én mindig itt vagyok!

Zúg a szép volt fiúk, ha gólokat lövünk 

Piros-fehér a címerünk!
Refrén
Lá-lá la-la-la....
Refrén

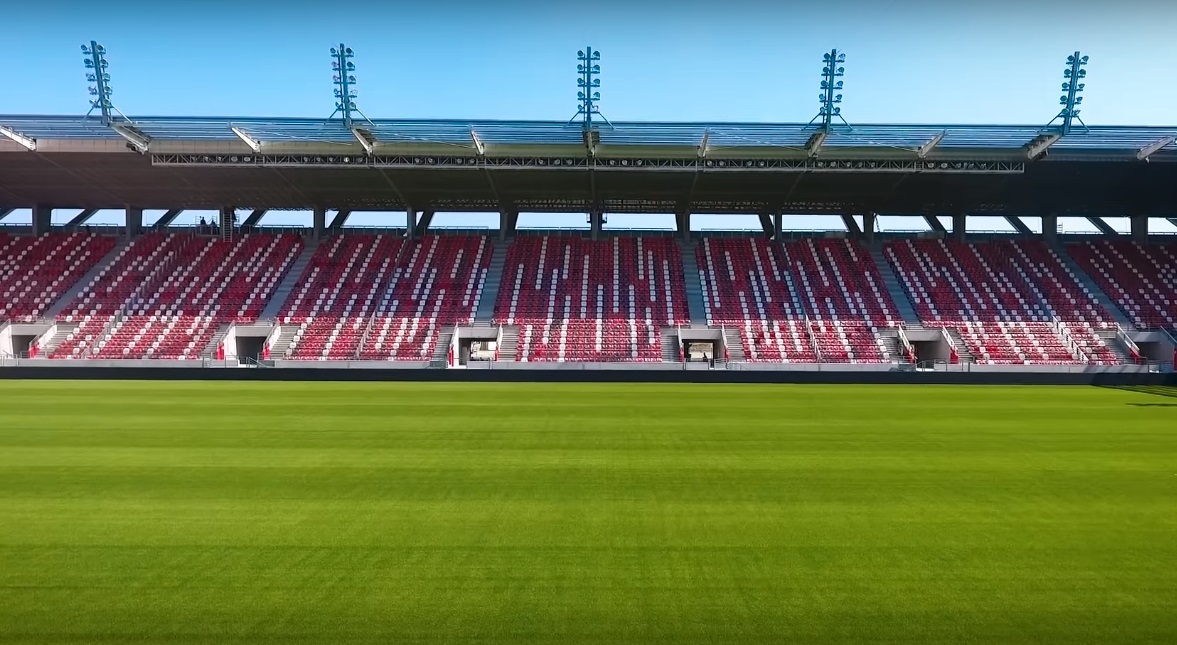
A DVTK új labdarúgó stadionja

(Az induló előadója a Reflex együttes, szerzője pedig Bárdos István.)

### Egyéb dalok
- Hé fiúk!
- Amíg élek én
- Álé álé á Diósgyőr Álé
- Érted élek én
- Meccsre járni a legfaszább dolog
- Aki diósgyőri
- Miskolc a mi városunk
- Hajrá Diósgyőr
- Amióta meccsre járok
- Évek óta ezt az utat járom
- Diósgyőr lőj egy gólt
- Forza Miskolc A Campeone
- Az életünk szerelme
- Hajrá Miskolc, Hajrá Diósgyőr
- Amióta csak meccsre járok
- Sorsod Borsod
- Nekem ez az életem
- Nem alszom el ma még
- A katlan telve már
- Elhagyni sose fogunk
- Miskolc a vörös szörnyeteg
- Megdobban a szív
- Egy napon hirtelen
- Magyarország a mi hazánk
- Hajrá Miskolc
- Óóó Diósgyőr alé[166]
- Miskolc – Bíborszél együttes[167]
- Harcra Fel! – Hooligans együttes[168]

### Rivális csapatok ellen irányuló dalok
- Videoton, a k*rva anyád fojtom
- Pusztulj tirpák
- Süss fel nap
- Ezek vagytok
- Utálunk sz*r Ferencváros/Videoton/Nyíregyháza/Békéscsaba
- Azt tanította az én nagyapám
- Hol az a mocskos 9. kerület
- F*sszopó Ferencváros/Újpest/Fehérvár/Nyíregyháza
- Fehérváron/sz*r Újpesten buz*skodni ér
- Ki nem ugrál büdös tirpák/szar fradista/újpesti/vidista
- Nyíregyházi/Fehérvári/Fradista/Újpesti/Kispesti c*gányok
- Én már nem látom a fradisták hadát
- Nem tudjátok mi vár majd ti rátok

### Szurkolói csoportok
- Bajtársak Diósgyőr[169]
- FórumFoci Team
- Diósgyőri Labdarúgásért Baráti Kör[170]
- Commandos Diósgyőr
- Kilián Diósgyőr
- Egység
- Tapírok[171]
- Emigrantes Rojos[172]
- Korzó Boys
- Ultras (1910)[166]
- Harcosok Diósgyőr[173]
- Hooligans Diósgyőr[174]
- Bitangok
- Redskins
- Barcikai Brigád
- Rude Boys
- A.C.A.B. Miskolc
- Sturm und Drang[162]
- Beagle Boys
- Hazádnak Rendületlenül (2005)
- Trógerek
- Red Company (fiatal szurkolói csoport)
- Diósgyőri Női Szurkolói Klub

Emellett számos rajongói klub is működik.
Megszűnt szurkolói csoportok
- Fighters (1995–1998)
- Harcosok (1998–2003)
- Red Gladiators (?–1998)[162]
- Sólymok Diósgyőr (2001–2005)[176]

## Korábbi edzők, szakvezetők
- Jáhn Károly: 1937 (3)
- Teleki Pál: 1937–39
- Csapkay Károly: 1939–42 (95)
- Wetzer Dezső: 1942–43 (20)
- Tomecskó József: 1943–44
- Móré János: 1945–46 (36)
- Barna Sándor: 1946–47 (24)
- Detrich Jenő: 1947 (12)
- Ádám József: 1947–49 (42)
- Felföldi Sándor: 1949
- Tomecskó József: 1950–52 (101)
- Szabó Pál: 1952 (45)
- Jávor Pál: 1953–55 (58)
- Jánosi Béla: 1953–54 (24)
- Felföldi Sándor: 1956–57 (34)
- Steiner János: 1957 (11)
- Teleki Pál: 1957–58 (88)
- Kiss Gábor: 1958–60 (39)
- Bodola Gyula: 1960–61 (35)
- Mágori József: 1961 (6)
- Bukovi Márton: 1962–63 (46)
- Nagy György: 1963–65 (53)
- Preiner Kálmán: 1965–66
- Szabó Pál: 1967 (45)
- Teleki Gyula: 1968 (23)
- Sebes Gusztáv: 1968
- Szigeti Oszkár: 1968 (7)
- Tátrai Sándor: 1969–1970 (51)
- Tóth József: 1970–71 (10)
- Mathesz Imre: 1970–72 (45)
- Preiner Kálmán: 1972–74 (105)
- Szabó Géza: 1974–81. (215)
- Deák István: 1981. (14)
- Puskás Lajos: 1981–83. (64)
- Fekete Ferenc: 1983–84. (18)
- Hajas Imre: 1984. (12)
- Bánkuti László: 1984–86. (61)
- Gál Béla: 1986. (34)
- Száger György: 1987–88. (57)
- Dr. Petróczy Gábor: 1988–89. (27)
- Kiss László: 1989. (3)
- Palicskó Tibor: 1989–91. (60)
- Vlad László: 1991–92. (19)
- Tornyi Barnabás: 1992. (11)
- Sándor István: 1992–93. (45)
- Szentmihályi Antal: 1994. (6)
- Kálmán Vilmos: 1994. (3)
- Szepessy László: 1994. (6)
- Oláh Ferenc: 1994–1995. (41)
- Leskó Zoltán: 1995–96. (7)
- Verebes József: 1996. (12)
- Tornyi Barnabás: 1996–1998 (51)
- Szapor Gábor: 1999 tavasz (7)
- Temesvári Miklós: 1999–2000 (27)
- Varga Zoltán: 2000 (9)
- Huszák Géza: 2000 (7)
- Pajkos János: 2002–2003
- Vágó Attila: 2003 (14)
- Gergely Károly: 2003–2004
- Őze Tibor: 2004
- Détári Lajos: 2004 (0)*
- Kiprich József: 2004 (6)
- Gálhidi György: 2004–2005 (23)
- Pajkos János/ Zoran Kuntić: 2005 (10)
- Pajkos János: 2006 (15)
- Csank János: 2006–2007 (30)
- Pajkos János: 2007 (10)
- Vágó Attila: 2007–2008 (27)
- Benczés Miklós: 2008 (2)*
- Sisa Tibor: 2008–2009 (5)
- Gálhidi György: 2009 tavasz (15)
- Aczél Zoltán: 2009 ősz (15)
- Tornyi Barnabás: 2009–2010 (6)
- Tóth László: 2010 (5)
- Benczés Miklós: 2010–2012 (56)
- Szentes Lázár: 2012 (8)
- Sisa Tibor: 2012 (15)
- Szentes Lázár: 2012 (8)
- Kovac Zoltán: 2013 (7)
- Szivics Tomiszlav: 2013–2015 (55)
- Vitelki Zoltán: 2015 (5)
- Bekő Balázs: 2015
- Egervári Sándor: 2015–2016
- Horváth Ferenc: 2016–2017
- Vitelki Zoltán: 2017 (2)
- Bódog Tamás: 2017–2018
- Fernando Fernández: 2018–2019 (44)
- Feczkó Tamás: 2019–2020 (39)
- Geri Gergely: 2020–2021 (3)
- Zoran Zekić: 2021
- Kondás Elemér: 2021–2022
- Dragan Vukmir: 2022
- Kuznyecov Szergej: 2022–2024
- Vladimir Radenković: 2024–2025
- Valdas Dambrauskas: 2025

*Détári a „borsodvolános” Diósgyőr, míg Kiprich a „siófoki” DVTK edzője volt egy időben. Az évszám mögötti, zárójelben levő számok azt jelölik, hogy az edzők hány mérkőzés során irányították a csapatot. Benczés Miklós megbízott edzőként irányította a csapatot, amíg új vezetőedzőt találtak.

## Érdekességek
- A legnagyobb gólarányú győzelem: 18:0 a Bocskai ellen (1946. február)
- A legnagyobb vereség: 0:9 az Újpest ellen (1968)
- A leghosszabb győzelmi sorozat: 18 egymás utáni győzelem (1939–40, NB II)
- A leghosszabb nyeretlenségi sorozat: 26 mérkőzés (1983–84)
- A legtöbb gólt lövő diósgyőri játékos: Dobó Zoltán, 100 gól (27 NB I + 73 NB II)
- A legtöbb mérkőzésen szerepelt diósgyőri labdarúgó: Oláh Ferenc: 468 (350 NB I + 118 NB II)
- A legtöbb mérkőzésen vezette edzőként a csapatot: Szabó Géza (215)[178]
- A leghosszabb kapott gól nélküli sorozat: 7 egymás utáni mérkőzés (2013-2014, NB I)

## A klub történetének fontosabb eseményei időrendi sorrendben
- 1910. február 6.: Hetven küldött és nagyszámú érdeklődő megalakította a Diósgyőr-Vasgyári Testgyakorlók Körét.
- 1912. október 6.: Az első bajnoki mérkőzés: DVTK–Miskolci AK 2:0.
- 1923. április 1.: Az első nemzetközi mérkőzés Ungváron. A DVTK 2:0-ra nyert Presovszky és Postainer góljával.
- 1938. augusztus 5.: A Diósgyőri AC és a Diósgyőri VTK fúziója nyomán létrejött a DiMÁVAG Sport Club.
- 1940. június 28.: A DiMÁVAG-ot beosztották az NB I csapatai közé.
- 1941. március 23.: Berecz a jugoszlávok elleni találkozón nyitotta meg a válogatottban szereplő diósgyőri futballisták sorát.
- 1946. február 17.: Bajnoki gólrekord: 18:0 a Bocskai ellen.
- 1946. július 18.: A Győri-ETO elleni 1-3-as vereséggel biztossá válik, hogy hat év után a klub visszaesik a másodosztályba.
- 1948. szeptember 10.: Újabb névváltoztatás: a klub felvette a Diósgyőri Vasas nevet.
- 1950. augusztus 20.: A DVTK visszatért az élvonalba, az első fordulóban 2-2-es döntetlent játszott a Budapest Honvéd vendégeként.
- 1957. február 17.: Az egyesület a régi hagyományokra hivatkozva visszatért a DVTK névhez.
- 1960. július 3.: A DVTK első nemzetközi kupamérkőzése Palermóban (2:1).
- 1968. november 27: A Ferencváros együttesét fogadja a csapat az NB1 26. fordulójában. A mérkőzésre, amit egyébként 2-1-re nyert az FTC, 35,000 néző volt kiváncsi. Ez a mai napig a legmagasabb nézőszámú bajnoki mérkőzés a DVTK-Stadionban.
- 1977. június 18.: A Vasas elleni hatvani győzelemmel (1–0) a DVTK először nyerte meg a Magyar Népköztársasági Kupát.
- 1978. október 14.: A Salgótarján ellen Magyar Balázs megszerezte a diósgyőriek ezredik NB I-es gólját.
- 1979. május 23.: Másfél év után először kap ki hazai pályán a Diósgyőr a bajnokságban. 24 tétmérkőzésből 17-et nyert meg a csapat Miskolcon, a széria a Videoton elleni 1-0-as vereséggel ért véget.
- 1979. június 16.: 800. bajnoki mérkőzése napján a DVTK megszerezte első NB I-es (bronz-) érmes helyezését.
- 1979. szeptember 12.: Öt diósgyőri játékos a magyar válogatottban (Nyíregyháza, Magyarország–Csehszlovákia 2–1).
- 1979. november 14.: A magyar olimpiai válogatott, kilenc diósgyőri játékossal, legyőzte a lengyeleket.
- 1980. május 21.: A második MNK győzelem (Veszprémben a Vasas ellen 3–1).
- 1980. december 20. Szabó Géza távozik a DVTK kispadjáról. A szakember 7 szezonon keresztül irányította a csapatot, ezalatt több mint 250 bajnokin ült a Diósgyőr kispadján. A DVTK legnagyobb edzőjének sikerei közé tartozik 2 Magyar Kupa (1977, 1980) , illetve a klub történelme során legamagasabb bajnoki helyezése, a 3. hely 1979-ben. Legutolsó mérkőzése a Ferencváros elleni 0-0-ás hazai bajnoki volt.
- 1984. június 3: A DVTK történelme leggyengébb szezonja után kiesik az NB1-ből. 30 meccs alatt mindössze 12 pontot szerzett a csapat.
- 1991. június 30. Miután összesítésben 3-2-es győzelmet aratott a Szeged SC elleni osztályozón, a Diósgyőr 7 év után feljutott az NB1-be.
- 1992. március 1.: A Diósgyőri Futball Club megalakulása.[156]
- 1993. június 30. A szezont a 13. helyen záró csapat zsinórban a harmadik osztályozójára kényszerül. Ellenfele a Soproni LC volt, amely összesítésben 5-1-re győzte le a DVTK-t.
- 1997. június 7.: A 3. Kerületi TVE 2-1-es legyőzésével feljutott a Diósgyőr a legfelsőbb divizióba.
- 2000. május 24.: Véget ért a csődmoratórium és elkezdődött a klub felszámolása.[179]
- 2000. május 27.: A Dunaferr elleni hazai 3-0-ás vereséggel eldőlt, hogy története során kilencedik kiesését szenvedi a DVTK.
- 2004. május 26.: az NB1 4 csapatos bővülésének köszönhetően a csapat visszajut at NB1-be, annak ellenére, hogy a szezont a 4. helyen zárta.
- 2004. július 20.: Diósgyőrbe költözött a Siófok együttese.[180]
- 2008. március 3.: A Széviép csoport tulajdonába került a DVTK.[181]
- 2009. július 17.: A csapat visszakerült az önkormányzat tulajdonába, rögtön kineveztek egy új vezetőedzőt és elkezdték az adósságok törlesztését.[71]
- 2010. május 5.: A Diósgyőr 1-0-ás vereséget szenved Pakson, ezzel matematikailag egyértelművé válik a kiesése a másodosztályba.
- 2010. november 13.: Elkezdődött a DVTK második leghosszabb, 14 mérkőzéses győzelmi sorozata az NB II-es Cegléd legyőzésével, a sorozat a Mezőkövesd elleni vereséggel ért véget 2011. május 28-án.[182]
- 2011. május 28.: Bár a csapat vereséget szenvedett a Mezőkövesd otthonában, de mivel a rivális Nyíregyháza is kikapott, a csapat behozhatatlan, 6 pontos előnyre tett szert két fordulóval a szezon vége előtt, így 37 év után újra bajnok lett a Diósgyőr, és feljutott az élvonalba.
- 2014 május 14.: Történelme során először elhódítja a ligakupát a Diósgyőr, a Videoton 2-1-es legyőzésével.
- 2014. május 25.: A klub a 21. században először jutott be a Magyar Kupadöntőbe, azonban tizenegyesekkel 5-4 arányban maradt alul az Újpest ellen.
- 2021. május 1. : A DVTK története leghosszabb egyhuzamban eltöltött NB1-es időszaka után (11 szezon) búcsúzik az élvonaltól, miután a Honvéd 1-0 arányban legyőzte a Budafokot.
- 2023. április 23.: A Kozármisleny 3-2-es legyőzésével biztossá válik, hogy a 2023/24 NB2-es szezon bajnokaként tér vissza a Diósgyőr az elsőosztályba.

## Szezonok
- A Diósgyőri VTK 2004–2005-ös szezonja
- A Diósgyőri VTK 2005–2006-os szezonja
- A Diósgyőri VTK 2006–2007-es szezonja
- A Diósgyőri VTK 2007–2008-as szezonja
- A Diósgyőri VTK 2008–2009-es szezonja
- A Diósgyőri VTK 2009–2010-es szezonja
- A Diósgyőri VTK 2011–2012-es szezonja
- A Diósgyőri VTK 2012–2013-as szezonja
- A Diósgyőri VTK 2013–2014-es szezonja
- A Diósgyőri VTK 2014–2015-ös szezonja
- A Diósgyőri VTK 2015–2016-os szezonja
- A Diósgyőri VTK 2016–2017-es szezonja
- A Diósgyőri VTK 2017–2018-as szezonja
- A Diósgyőri VTK 2018–2019-es szezonja
- A Diósgyőri VTK 2021–2022-es szezonja
- A Diósgyőri VTK 2022–2023-as szezonja
- A Diósgyőri VTK 2023–2024-es szezonja

## Támogatók
- Mez, sportszer: 2Rule
- Főszponzor: Hell Energy Magyarország Kft.
  - Mezszponzorok: Borsodi Sörgyár Kft., MBM Autó (Mercedes Miskolc), Tippmix, Mento Környezetkultúra Kft., PEKA BAU 2000 Kft.
- Támogatók: V-Híd Zrt., Bosch, Hunguest Hotel Palota, Borsod Online, Borsodweb, Intersport, a Miskolc Holding cégei[183]